# Mstyslav Černov

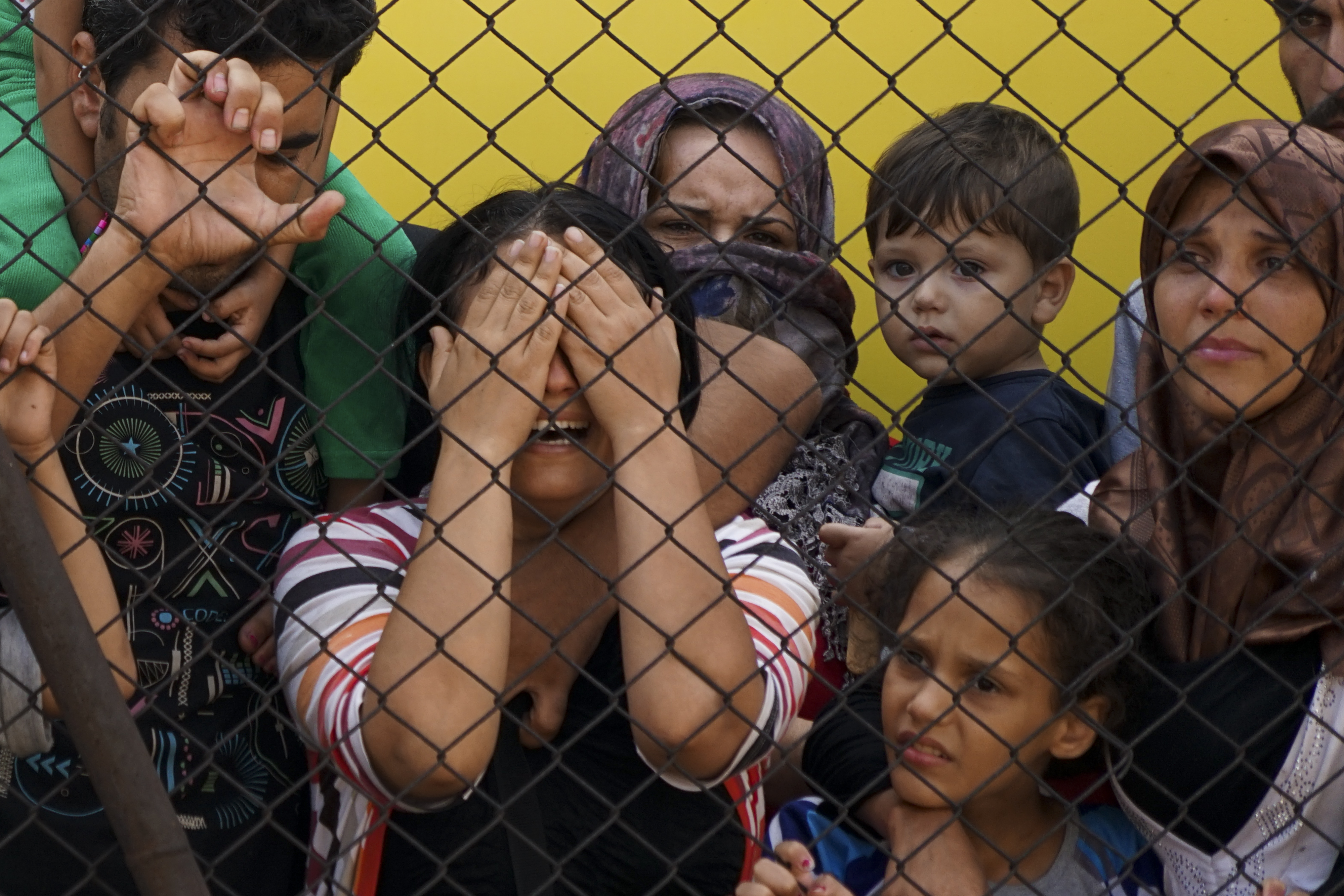
Uprchlická krize v Maďarsku, 2015

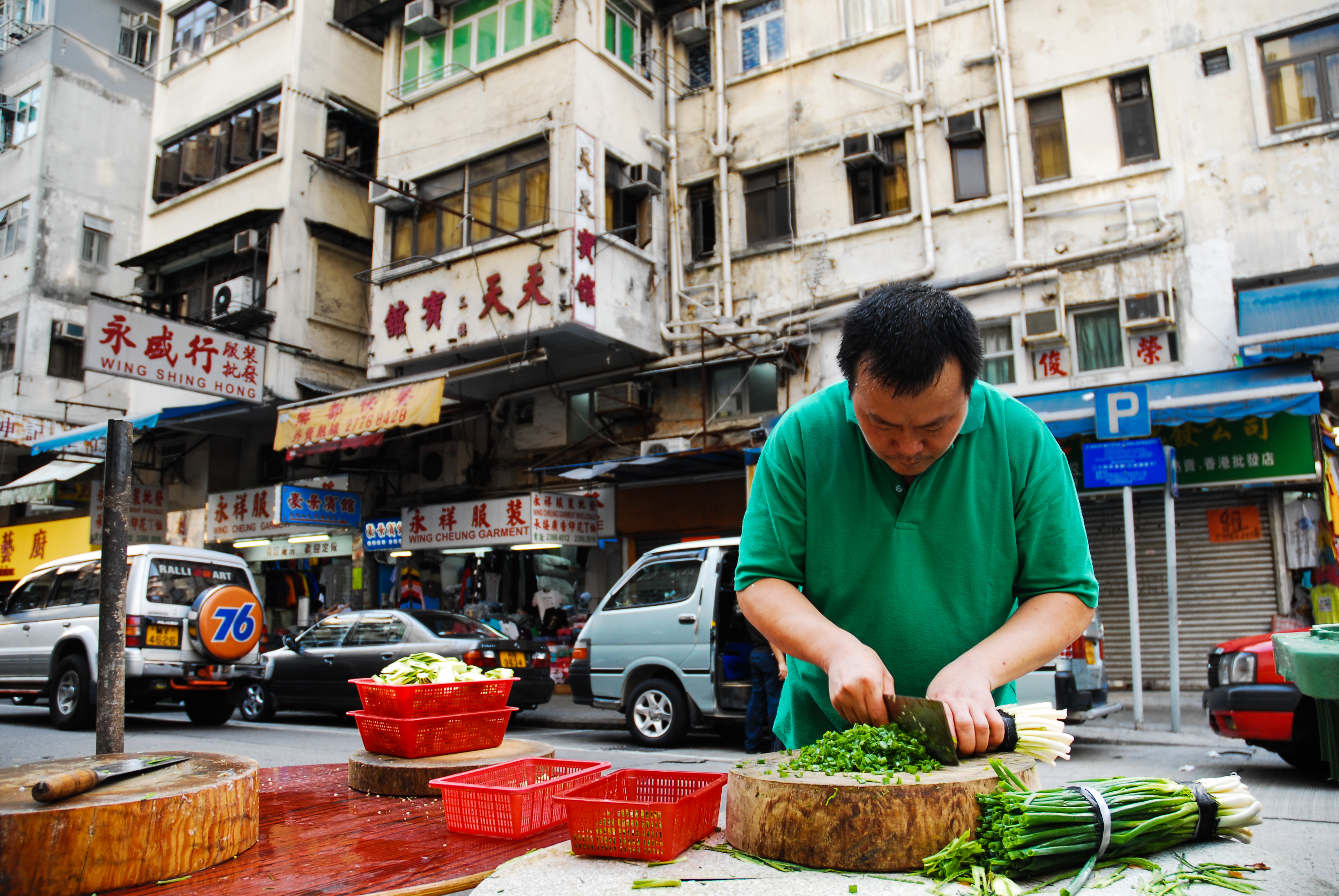
Obchodník na ulici, Hongkong, 2009

Mstyslav Andrijovyč Černov (* 1985, Charkov) je ukrajinský kameraman, fotograf, fotoreportér, filmař, válečný zpravodaj a romanopisec známý díky zpravodajství o Euromajdanu, válce na Donbasu, sestřelení letu MH17, syrské občanské válce, bitvě o Mosul v Iráku a ruské invazi na Ukrajinu v roce 2022, včetně bitvy o Mariupol.
Za svou práci o bitvě o Mariupol obdržel Pulitzerovu cenu, Deutsche Welle Freedom of Speech Award, Knight International Journalism Awards, ocenění Bayeux-Calvados pro válečné korespondenty, Elijah Parish Lovejoy Award, Free Media Awards, CJFE International Press Freedom Award a Royal Television Society Television Journalism Awards. Videomateriály z Mariupolu se staly základem filmu 20 dní v Mariupolu, který byl zařazen do soutěžního programu filmového festivalu Sundance v roce 2023. Film získal Cenu diváků v kategorii dokumentárních filmů světové kinematografie. V roce 2023 sdílel Pulitzerovu cenu s Jevhenem Maloljetkou, Vasylysou Stepanenko a Lori Hinnantem. Účastnil se úspěšně soutěží Livingston Award, Rory Peck Award, Reportérů bez hranic – Press Freedom Prize a získal také různé ceny od televizní společnosti Royal Television Society.
Černov je novinářem americké tiskové agentury Associated Press a prezidentem Ukrajinské asociace profesionálních fotografů (UAPF). Od července 2022 je členem ukrajinského PEN klubu.

## Fotografie a žurnalistika

### Výtvarná a dokumentární fotografie: 2005–2013
Černov začal svou kariéru ve fotografii v roce 2005, kdy pracoval pro místní charkovskou tiskovou agenturu MediaPort. Proslul v roce 2008, kdy získal 1. cenu na místní výstavě fotografií Charkov očima jeho obyvatel. V témže roce měl svou první samostatnou výstavu fotografií Musica per somnia, kterou vymyslel a zorganizoval za pomoci Jurije Janka, ředitele Charkovské filharmonické společnosti, na kterého zapůsobily Černovovy fotografie japonského houslisty Sajaka Šodžiho, který vystupoval s Charkovskou filharmonií. V roce 2009 získal Černov další ocenění za první místo na místním fotografickém veletrhu Téměř mizející Charkov, který dokumentoval rozpadající se příklady starší architektury města.
Počínaje rokem 2008 Černov spolupracoval s organizací Chernobyl Children International a Novick Cardiac Alliance, při fotografování srdečních operací. Autorův přechod k dokumentární fotografii pokračoval. V roce 2012 žil v Kambodži se zaměřením na místní zdravotní péči a kulturní projekty.
Mezitím, do roku 2013, jeho práce získala národní uznání. Fotografie z roku 2013 mu vynesly první místo v ukrajinské soutěži „Fotograf roku“ v kategorii dokumentární fotografie. Ve stejném roce byl Černov vítězem cen Pentax Awards Ukraine 2013 a Best Press Photographer, Ukrajina v kategorii „portrét“. Fotografoval ve více než čtyřiceti zemích a měl další samostatnou výstavu Období dešťů, která představila snímky z Dálného východu.
V roce 2013 se Černov stal prezidentem Ukrajinské asociace profesionálních fotografů (UAPF). Černovův instalační umělecký projekt Peeking in Windows – umisťování zvětšených starých fotografií do oken opuštěných budov – získal pozornost celostátního tisku a byl opakován i v dalších letech. V roce 2013 se Černov podílel na mezinárodním projektu dokumentární fotografie Unframe.

Příklady fotografií z období 2005–2013
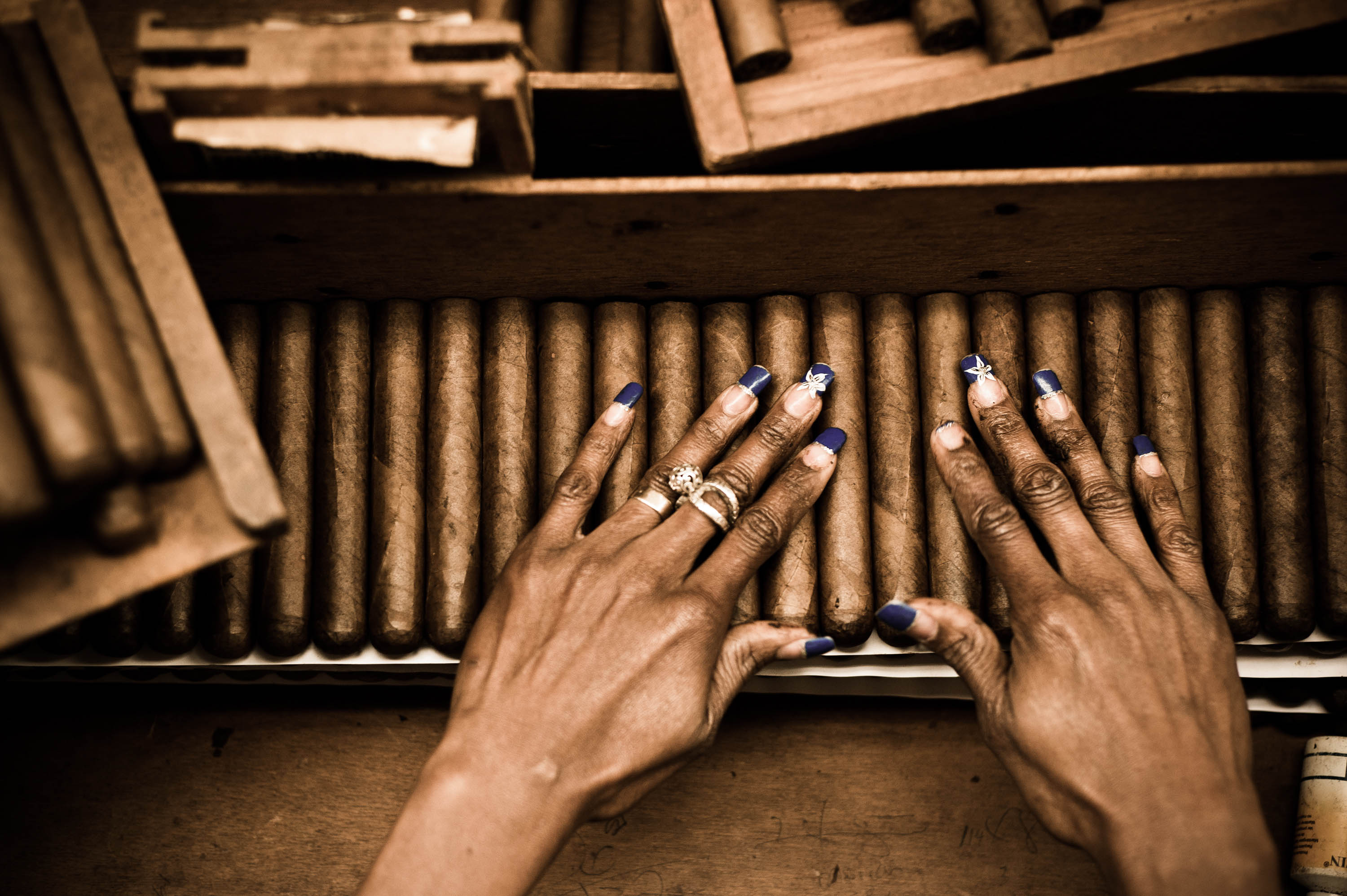
Továrna na ruční výrobu doutníků, Dominikánská republika, 2011
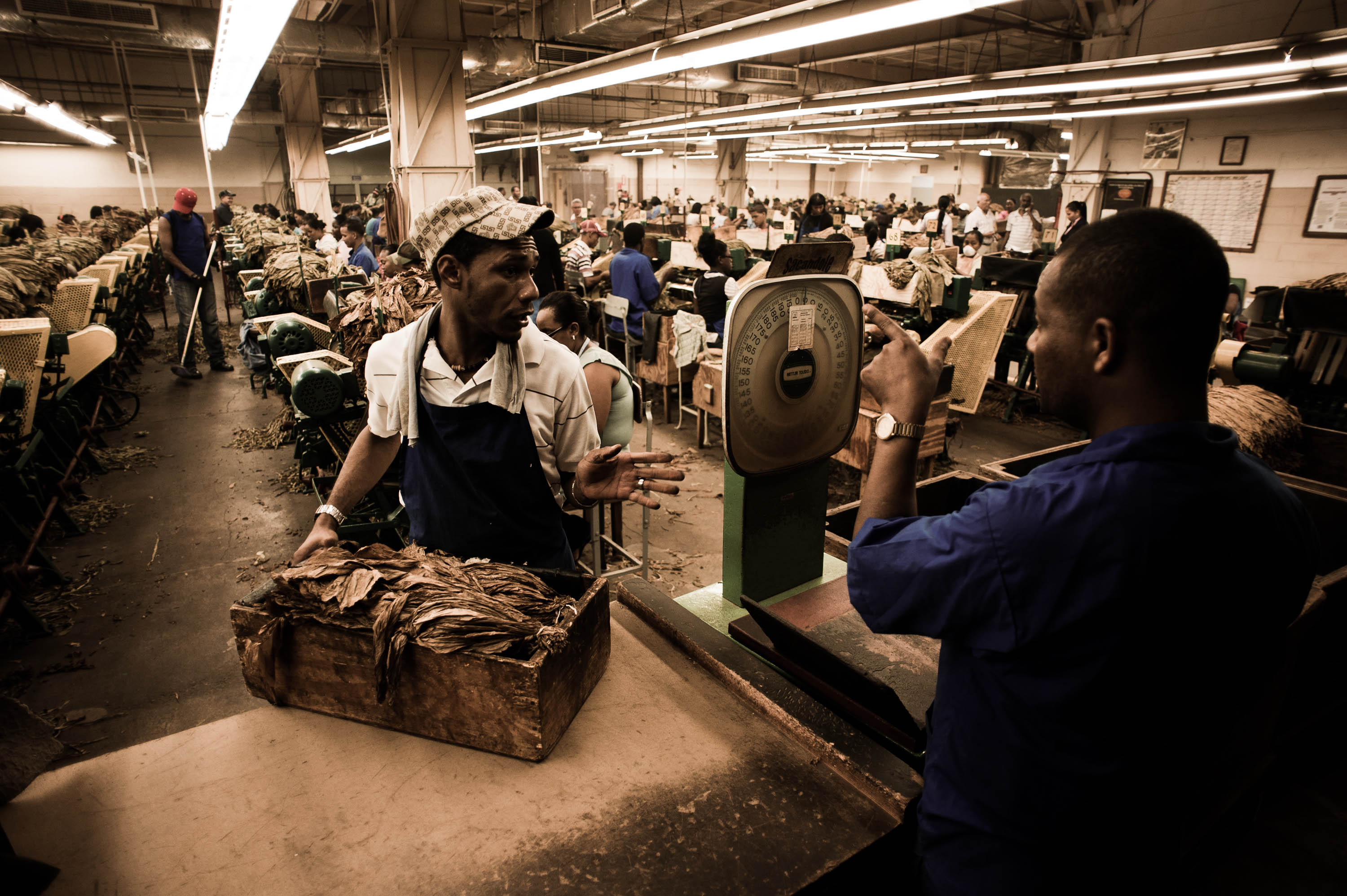
Továrna na ruční výrobu doutníků, Dominikánská republika, 2011
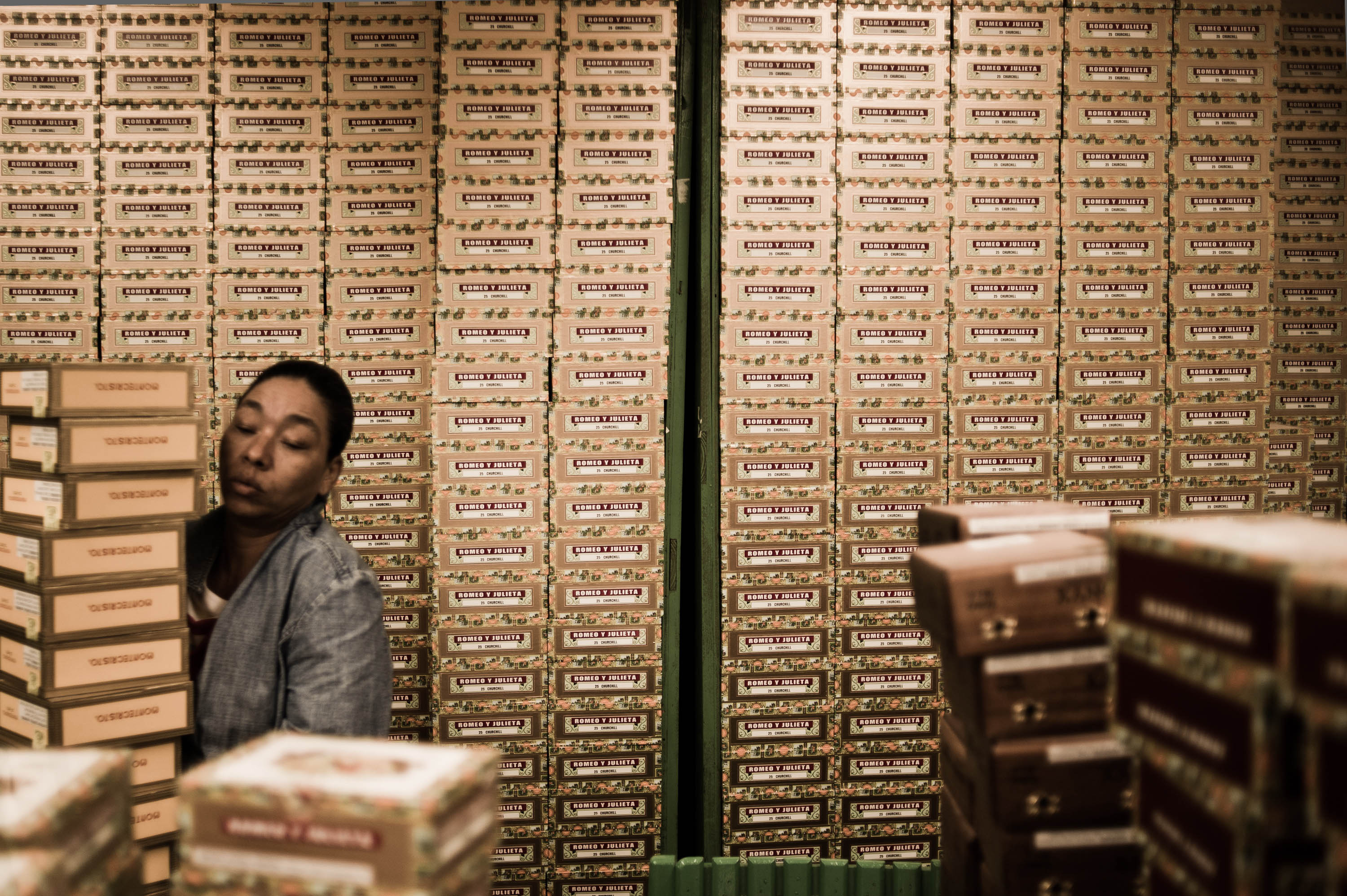
Továrna na ruční výrobu doutníků, Dominikánská republika, 2011
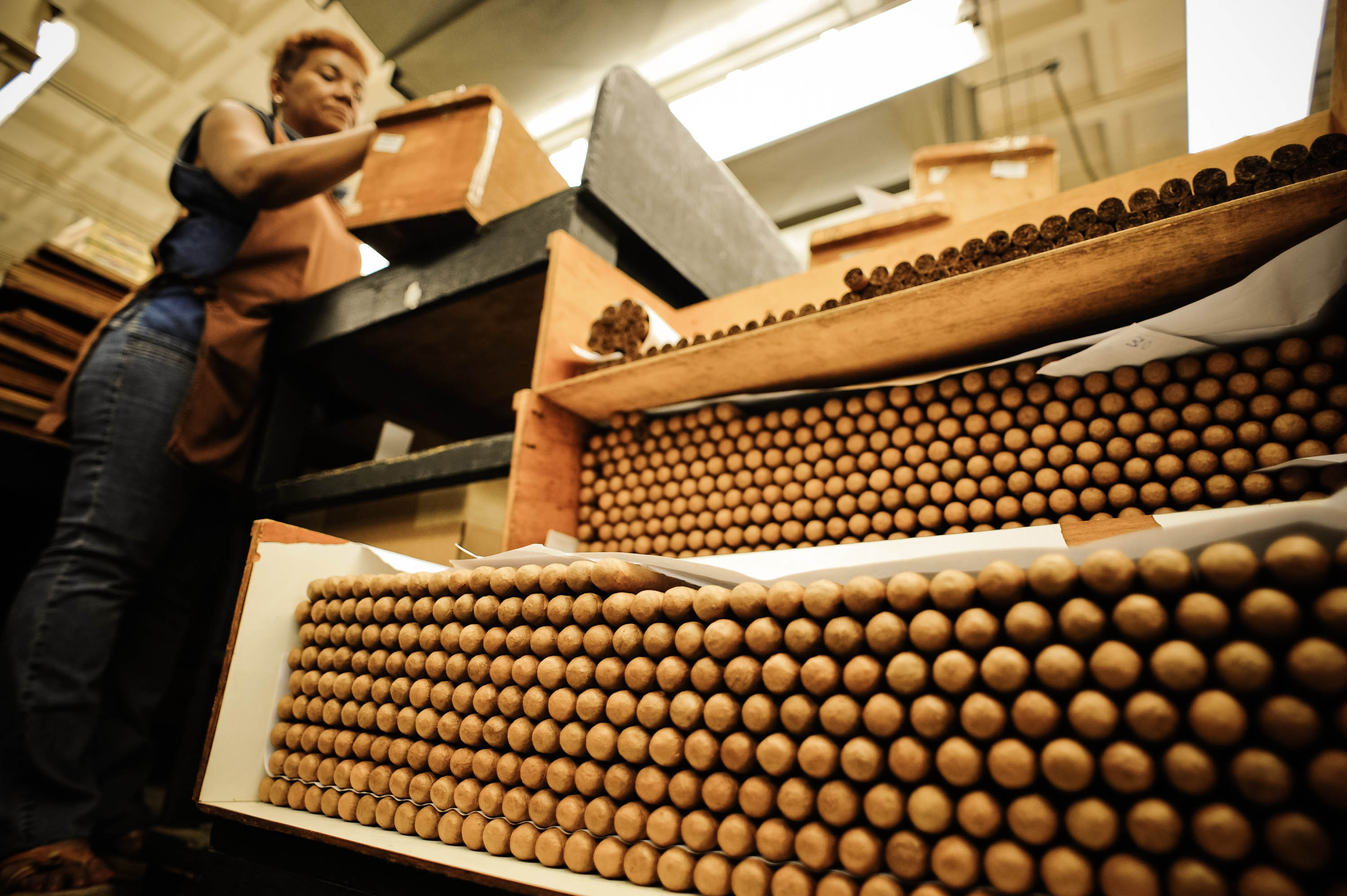
Továrna na ruční výrobu doutníků, Dominikánská republika, 2011
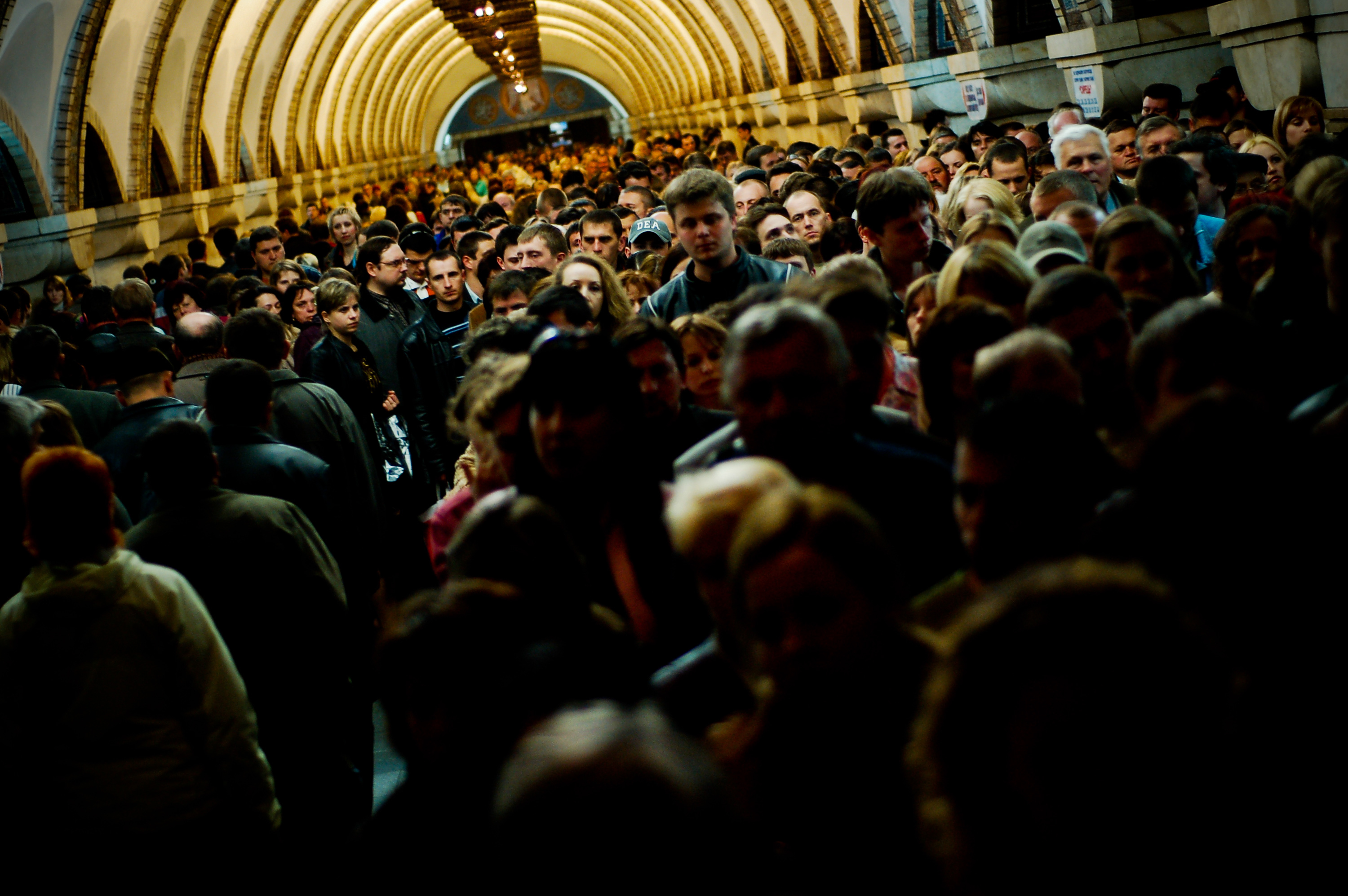
Stanice metra Zoloti Vorota, Kyjev, 2007
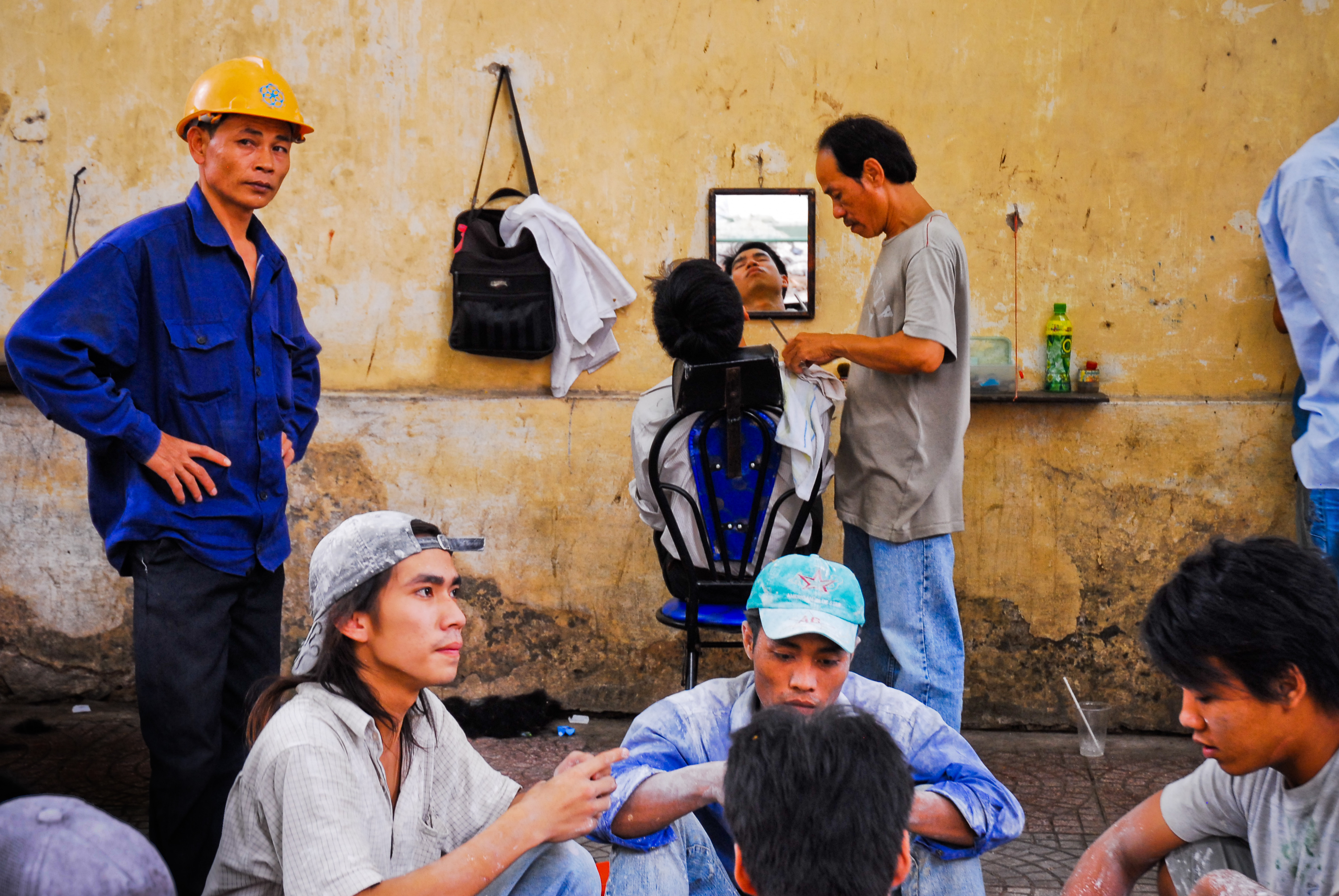
Pouliční holič, Ho Či Minovo Město, Vietnam, 2009
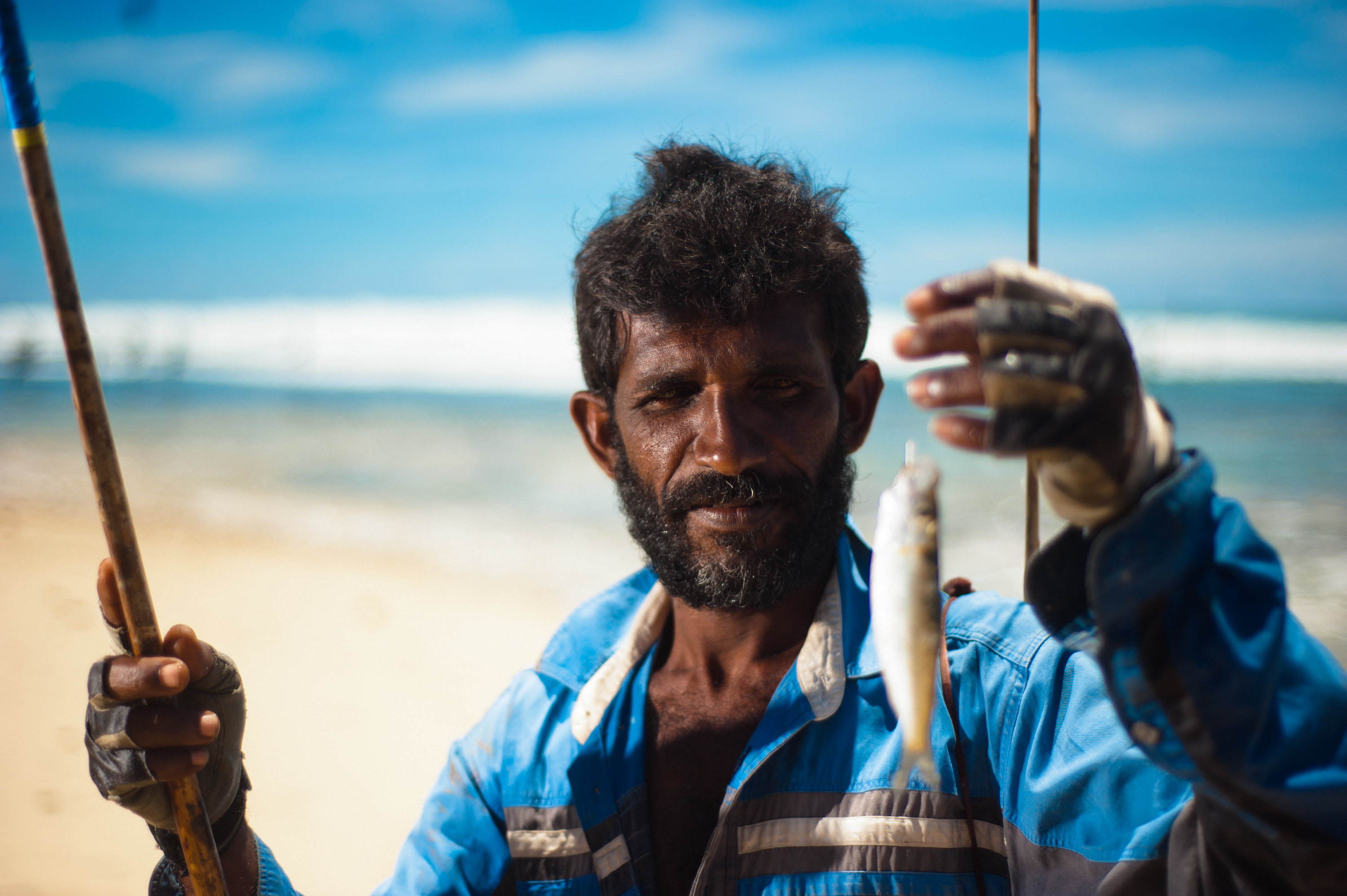
Rybář, Srí Lanka, 2011
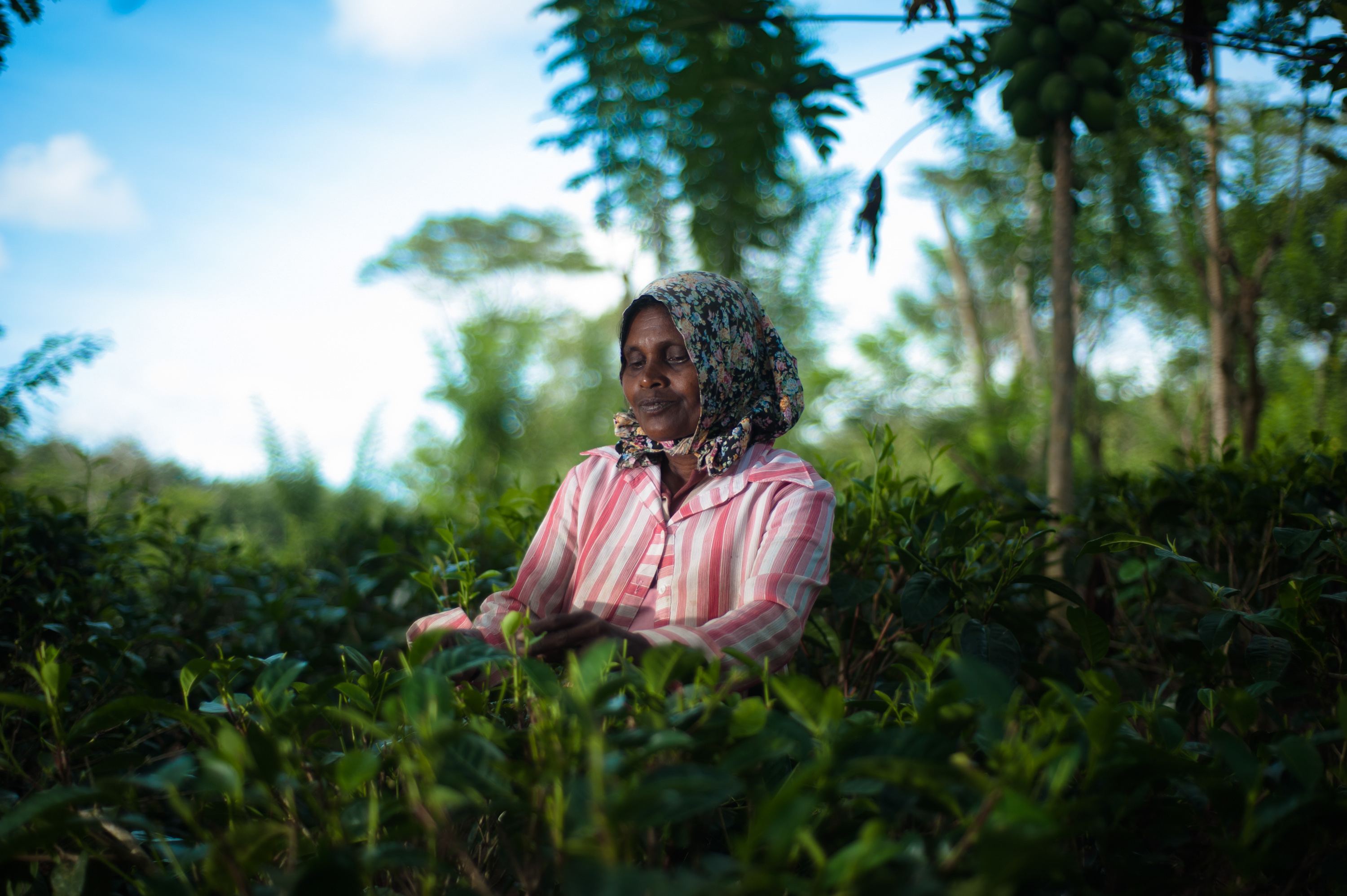
Sklizeň čaje na Srí Lance, 2011

### Žurnalistika
V létě 2013 se Černov při fotografování v tureckém Istanbulu ocitl uprostřed protestů v parku Gezi. Noční násilí vyvolalo posun od výtvarné fotografie a dokumentární fotografie k reportážím o válečných konfliktech.

Fotografie protestů v parku Gezi, Istanbul, 2013
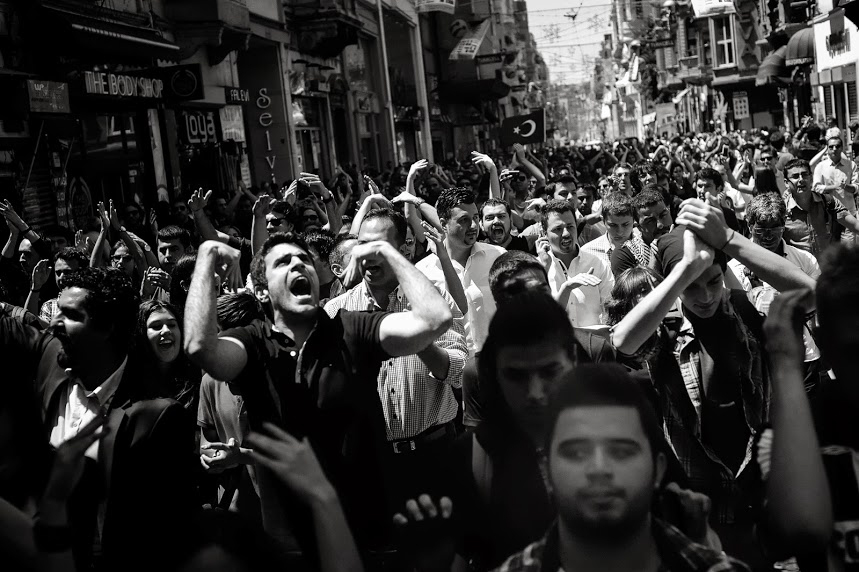
Park Gezi, Istanbul, 3. června 2013
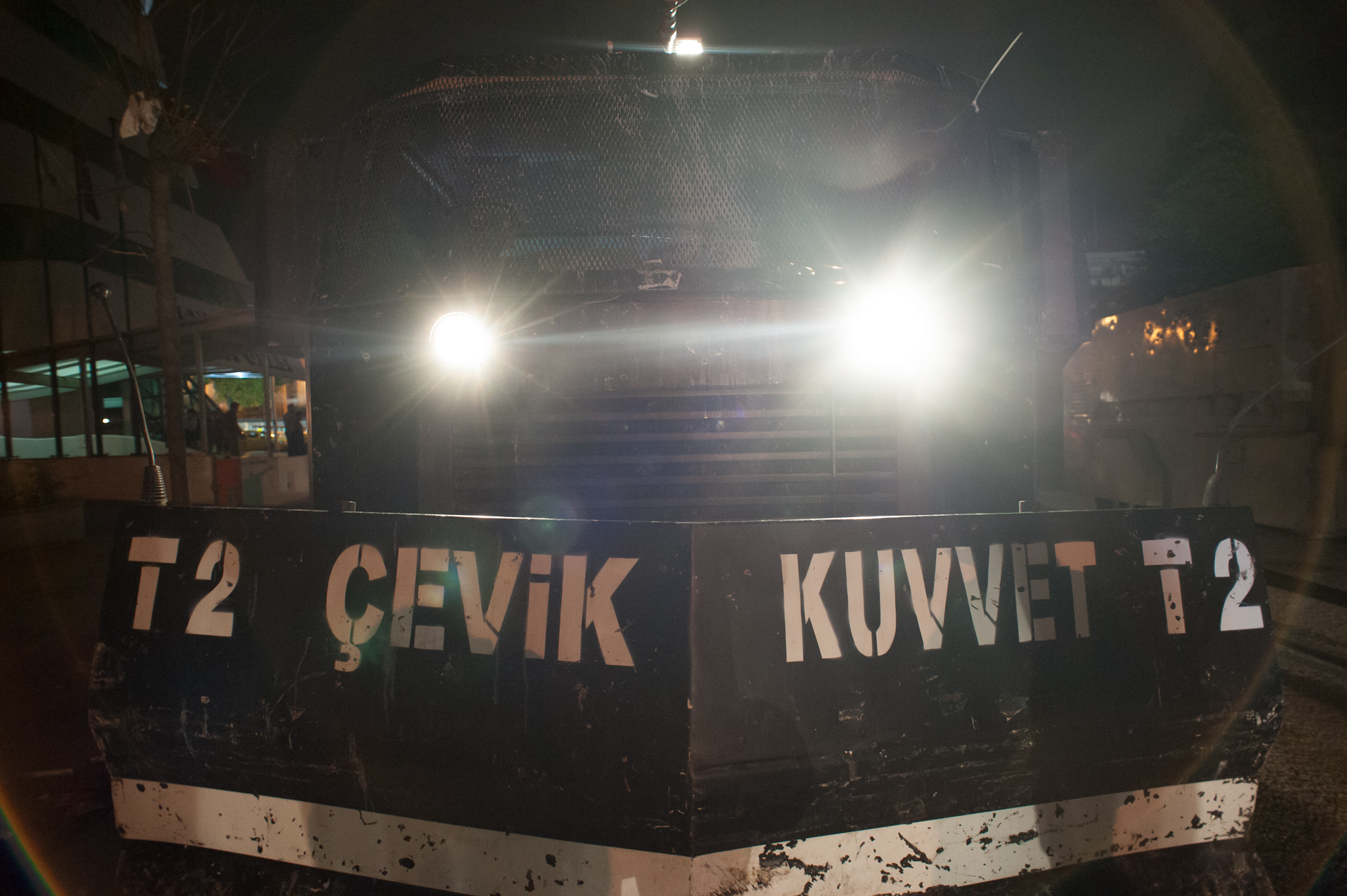
7. června 2013
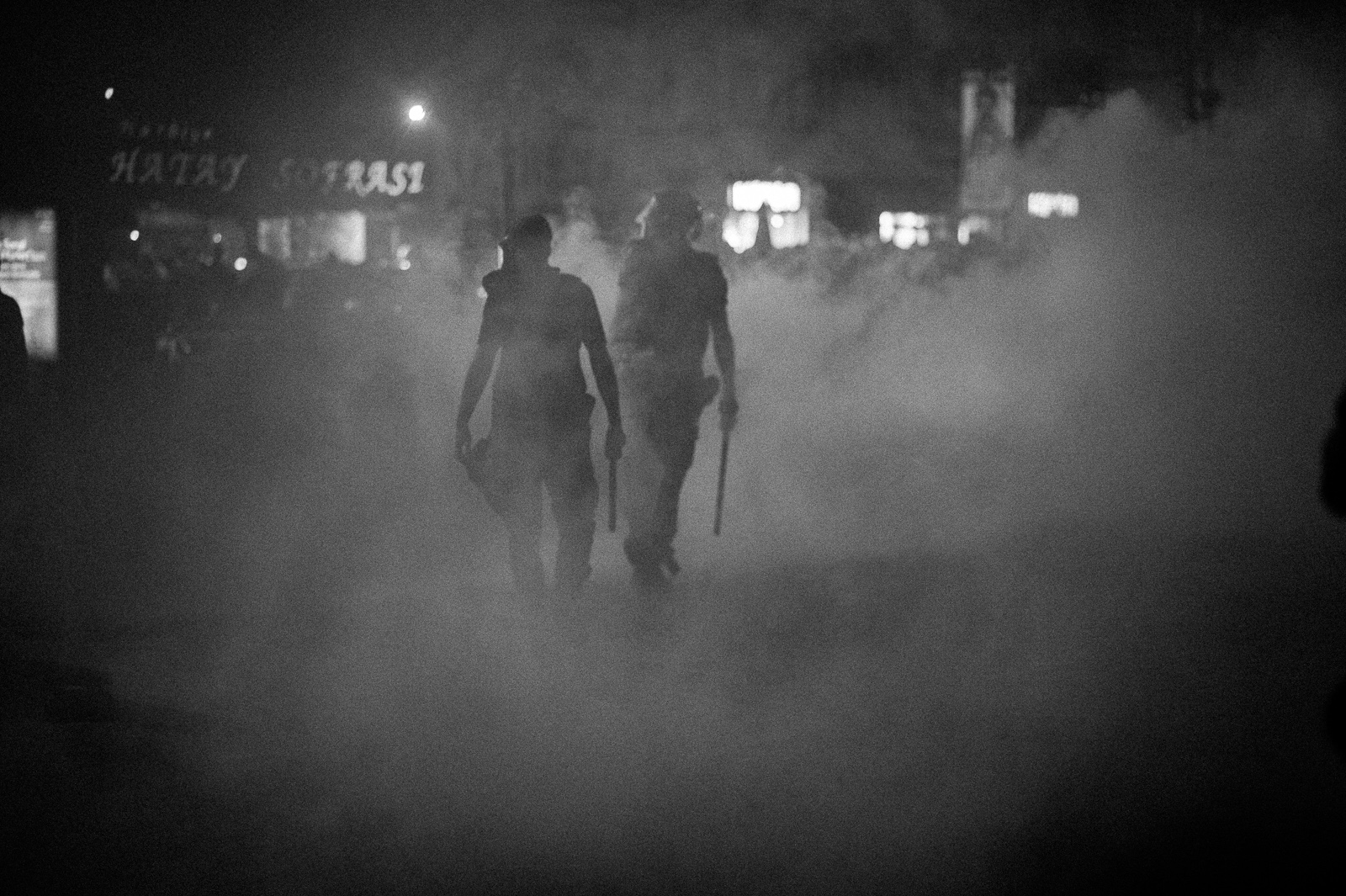
15. června 2013
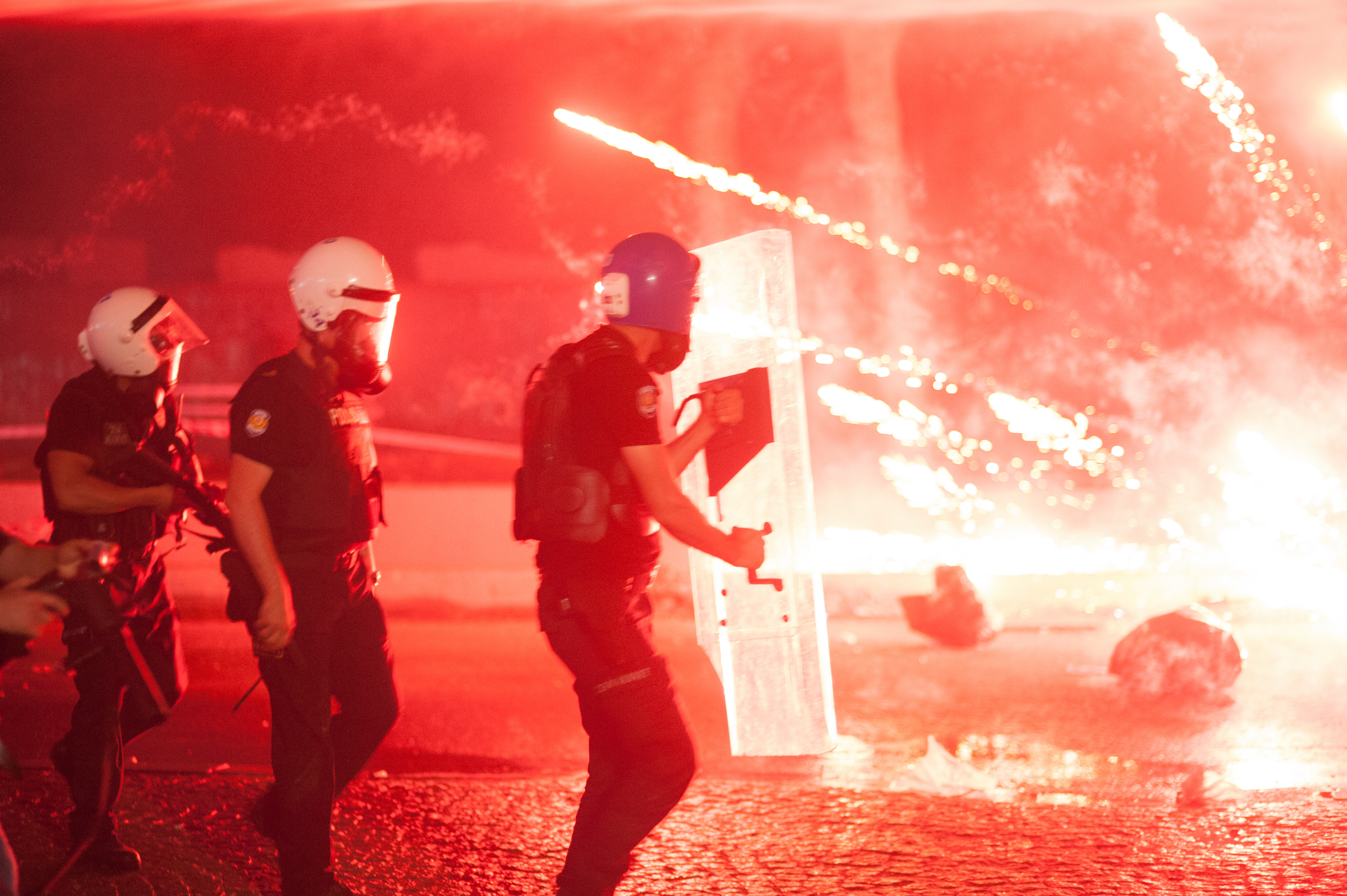
16. června 2013

#### Euromajdan
Koncem roku 2013 fotografoval Černov v ukrajinském hlavním městě Kyjevě masové protesty na Euromajdanu jako korespondent MediaPort a Unframe. Byl několikrát napaden a zraněn. V prosinci 2013 poranila projanukovyčovská policie Černovovi obuškem ruku, roztrhala jeho novinářské průkazy a zničila jeho fotografické vybavení. V lednu 2014 Janukovyčův prorežimní policista ignoroval Černovovy insignie, které ho identifikovaly jako novináře, a hodil na Černova omračující granát, přičemž mu šrapnelem poranil nohy a oko.
Mnoho mezinárodních reportérů se shromáždilo, aby informovali o ukrajinské revoluci, která později přešla v anexi Krymu a válku na Donbasu. Černov poskytoval mezinárodním reportérům místní asistenci, začínal také jako překladatel a stringer pro Associated Press. Černovova minulost v oblasti fotografie a jeho partnerství s dalšími reportéry mu umožnilo vypilovat své dovednosti v oblasti natáčení videa a v květnu 2014 se stal pravidelným nezávislým pracovníkem pro Associated Press.

Příklady fotografií z Euromajdanu, 2013–2014
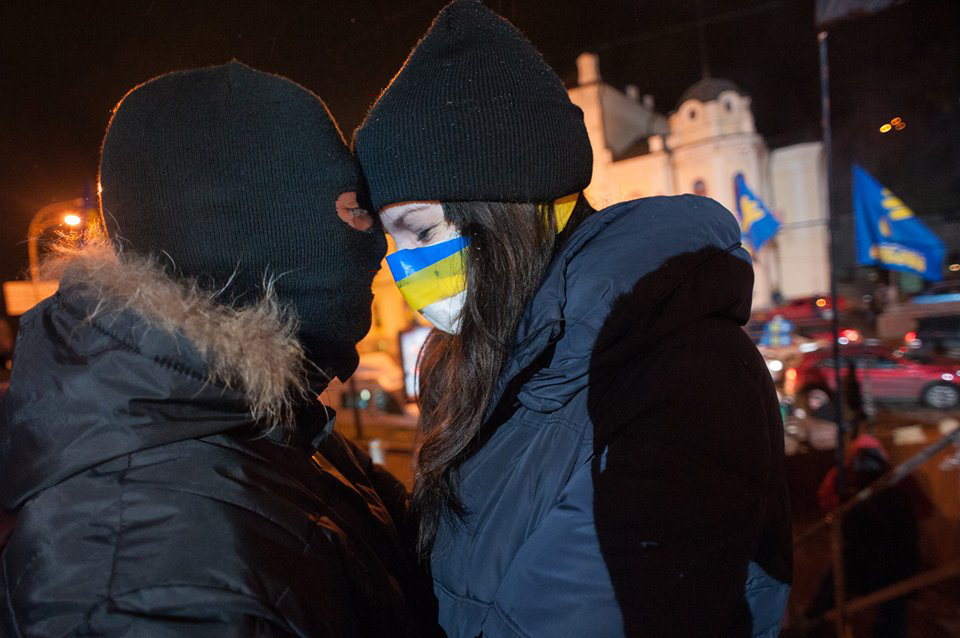
Protestující, 30. listopadu 2013
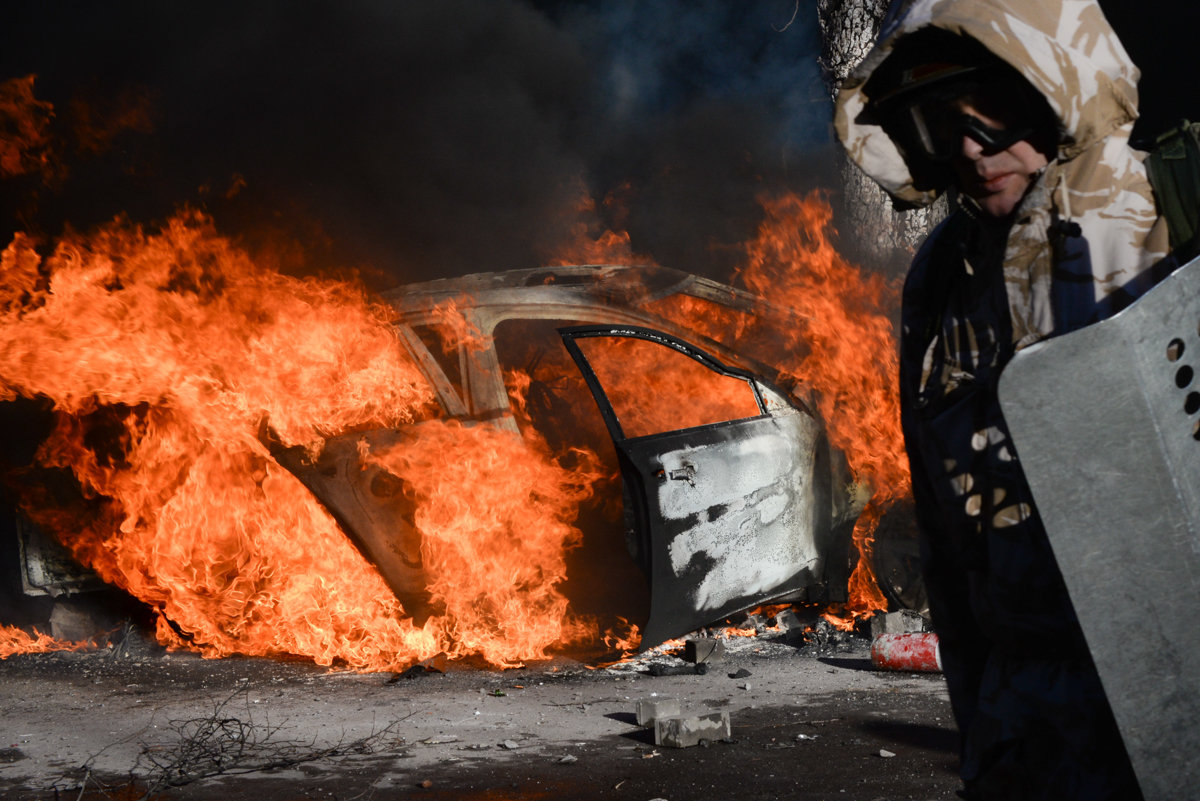
18. února 2014
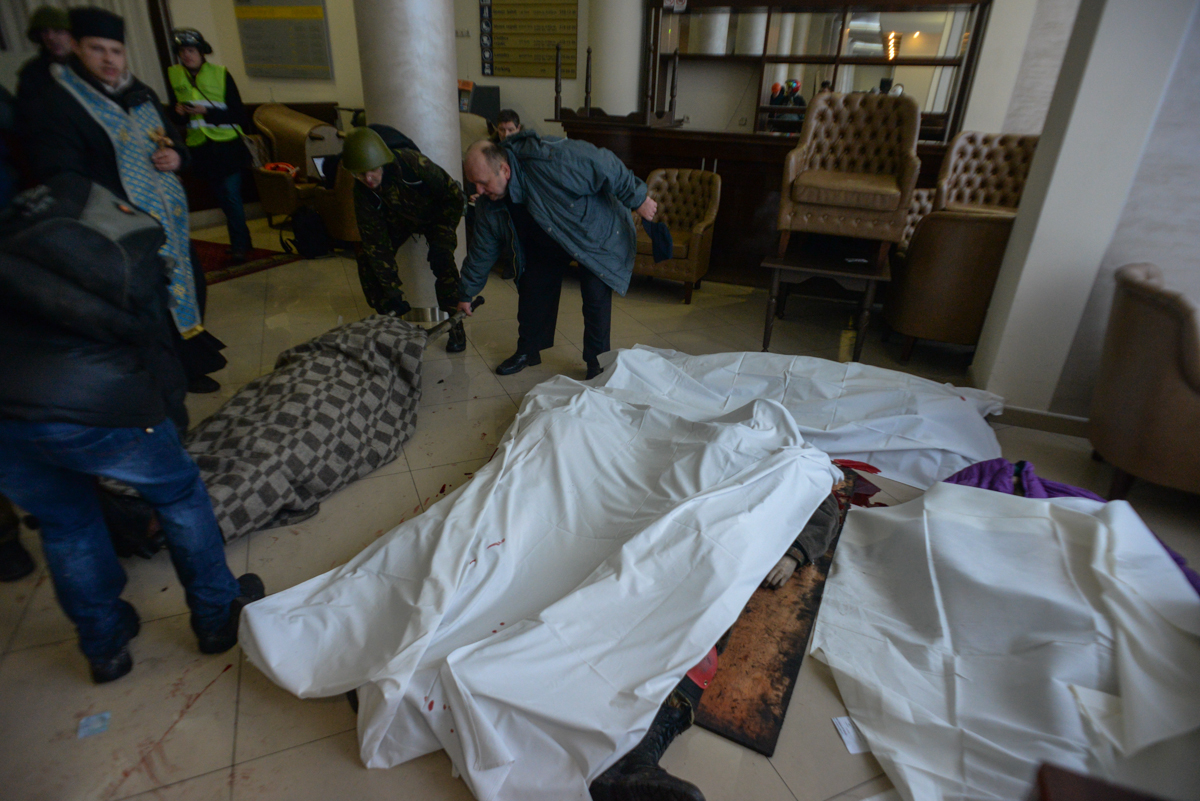
Těla protestujících, 20. února, 2014
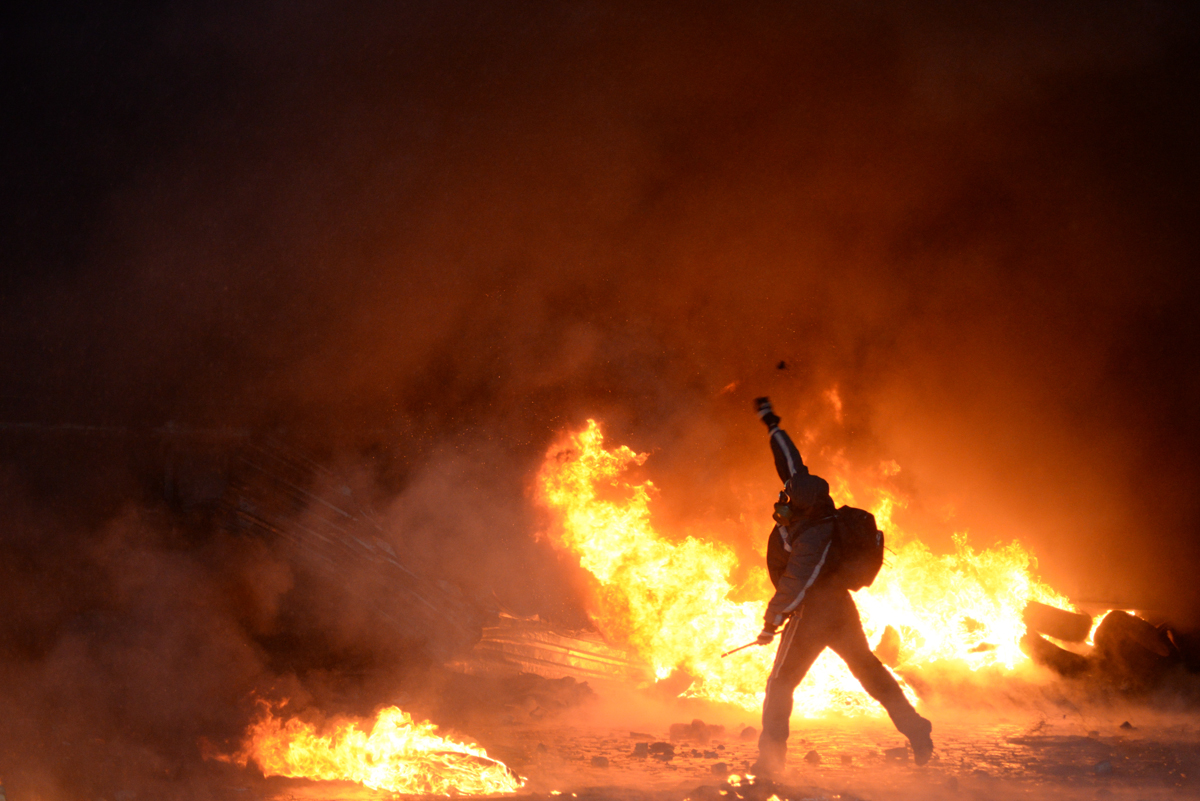
22. ledna 2014

#### Kariéra u Associated Press
V červenci 2014 už Černov pracoval jako nezávislý multiformátový (text, foto a video) novinář pro Associated Press. Ruská vojenská intervence na Donbasu vytvořila další zónu konfliktu na Ukrajině a Černov pokrýval válku na Donbase v roce 2014 a stal se jedním z mála novinářů, kteří informovali o konfliktu z obou stran. Byl prvním novinářem, který zveřejnil videozáznam z místa činu po sestřelení letu Malaysia Airlines 17.
Třetí den, kdy pracoval jako nezávislý novinář AP, byl v oblasti sestřelen let Malaysia Airlines 17 a Černov poskytl první snímky incidentu. Jeho poskytnuté záběry hrály zásadní roli ve zpravodajství AP o události. Za zpravodajství o této události byl Černov oceněn televizní společností Royal Television Society cenou „Mladý talent roku“.

Příklady dokumentárních fotografií z období 2015–2016
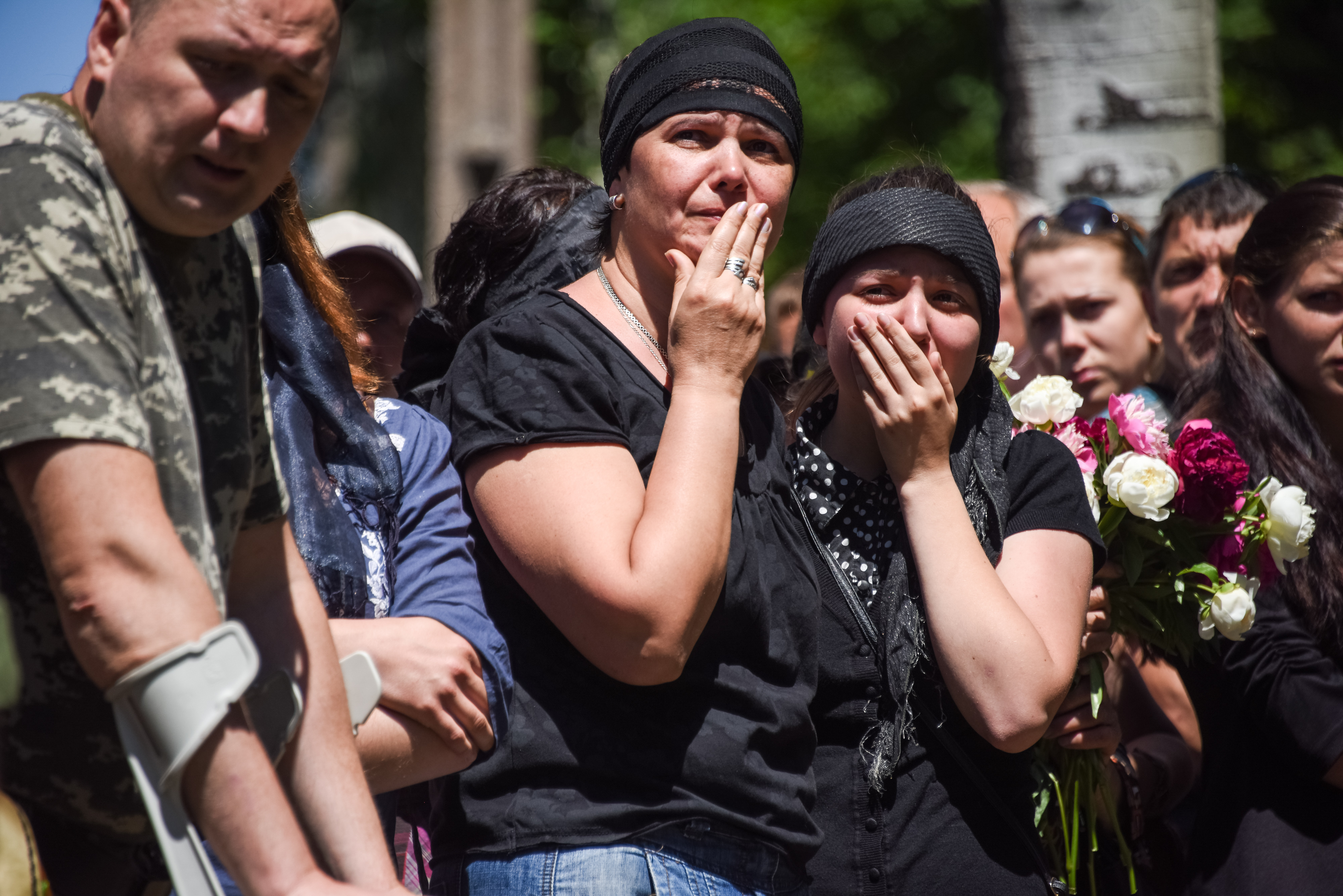
Smutek za pro-ruské bojovníky, Doněck, Ukrajina, červen 2015
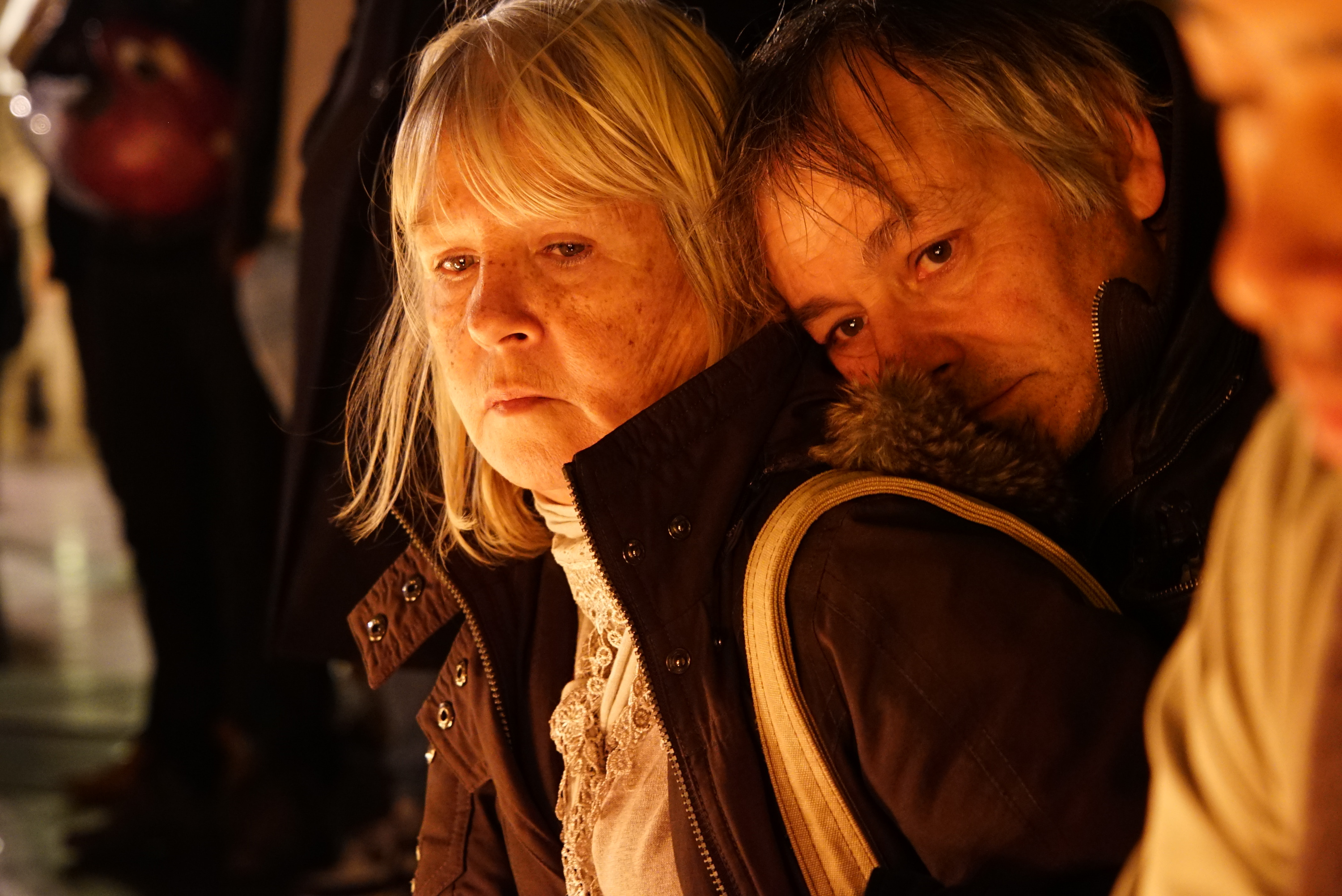
Následky pařížských teroristických útoků, listopad 2015
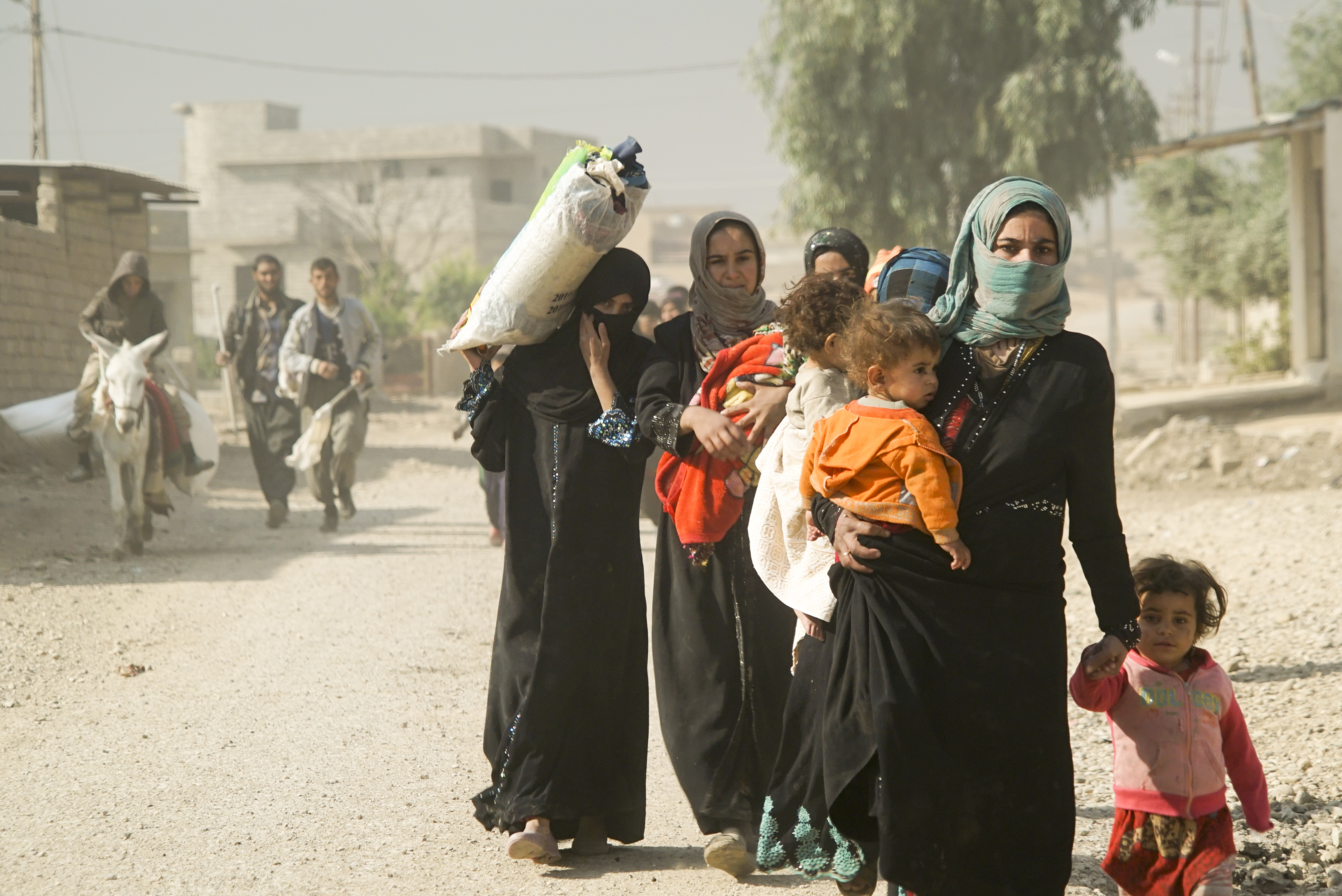
Mosul, Irák, listopad 2016

V následujících letech jako novinář AP a válečný zpravodaj Černov dokumentoval válku v Sýrii a bitvu o Mosul v Iráku a také evropskou migrační krizi v roce 2015 v Řecku, Makedonii, Slovinsku, Chorvatsku, Maďarsku, Rakousku a Německu. V roce 2017 v Mosulu kulka odstřelovače prošla Černovovi fotoaparátem a uvízla v jeho neprůstřelné vestě. Černovova irácká videa byla v roce 2017 ve finále ceny Rory Peck Award a při udílení cen Royal Television Society v letech 2017 a 2018.
Černovovy zprávy byly publikovány po celém světě, přebíraly je také The Independent, The Seattle Times, Military Times, Navy Times s Washington Examiner. Černovovy fotografie byly také publikovány v The New York Times, The Washington Post, The Wall Street Journal, Forbes, The Guardian, Daily Telegraph, Daily Mail, Le Monde, Deutsche Welle, Die Zeit a jeho videa byla vysílána na stanicích BBC, Euronews, CNN, Fox News, Sky News nebo Al-Džazíra. V roce 2016 porotce Royal Television Society poznamenal, že „vzhledem k rozsahu, objemu a celosvětové distribuci [Černovových] záběrů mohly v loňském roce nastat dny, kdy jsme [zpravodajství Černova] sledovali celý den.“

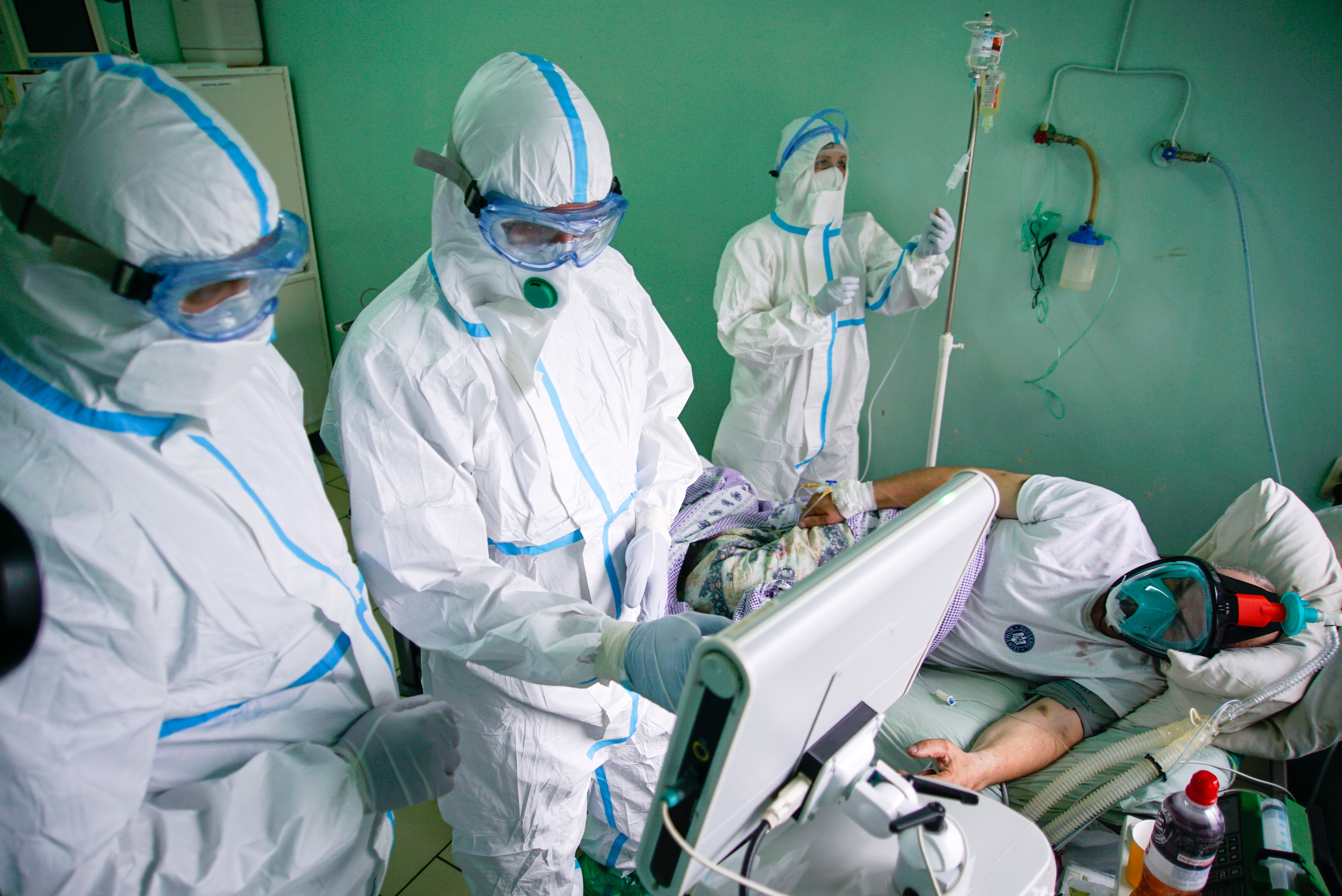
Pandemie covidu-19 na Ukrajině, duben–květen 2020
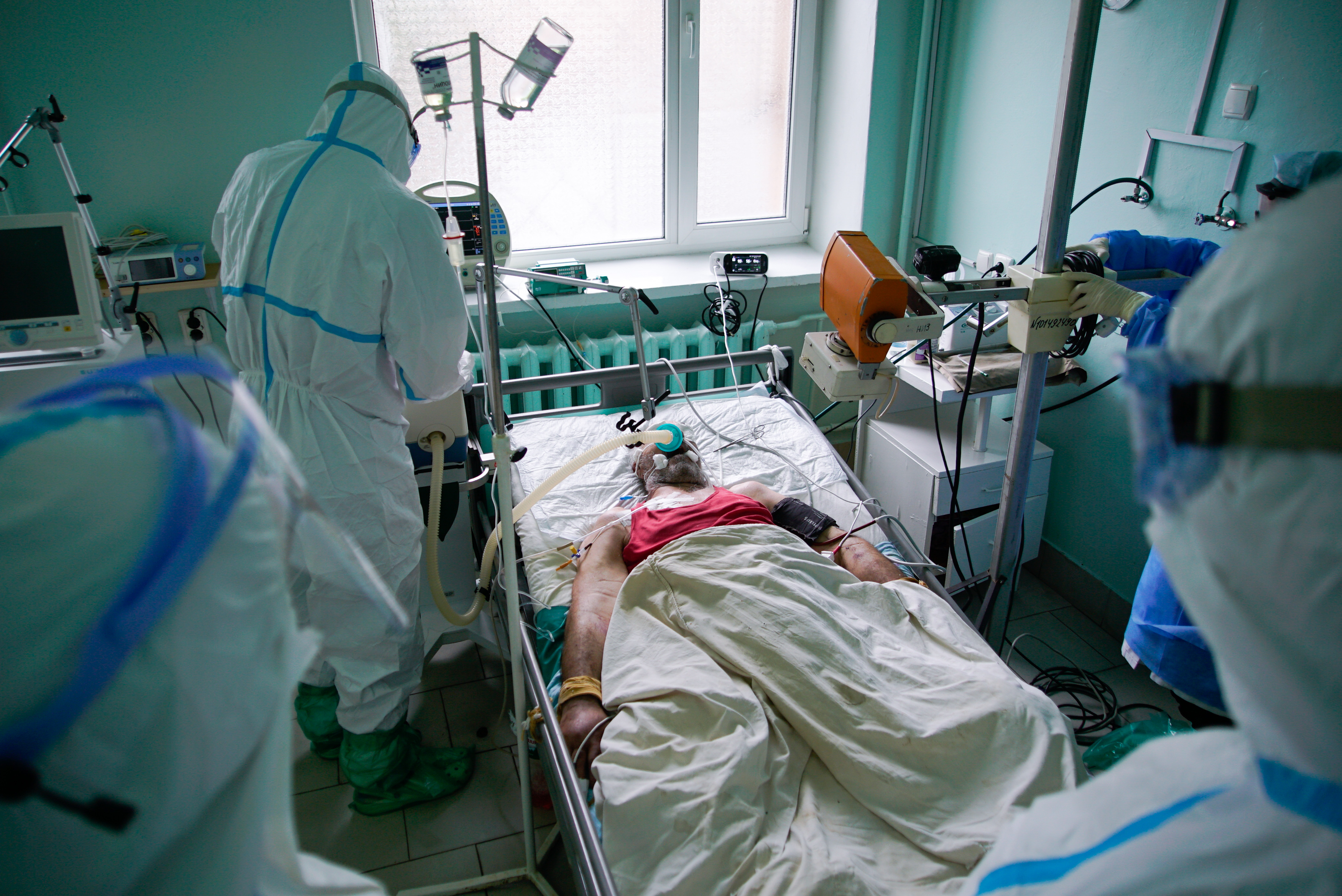
Pandemie covidu-19 na Ukrajině, duben–květen 2020
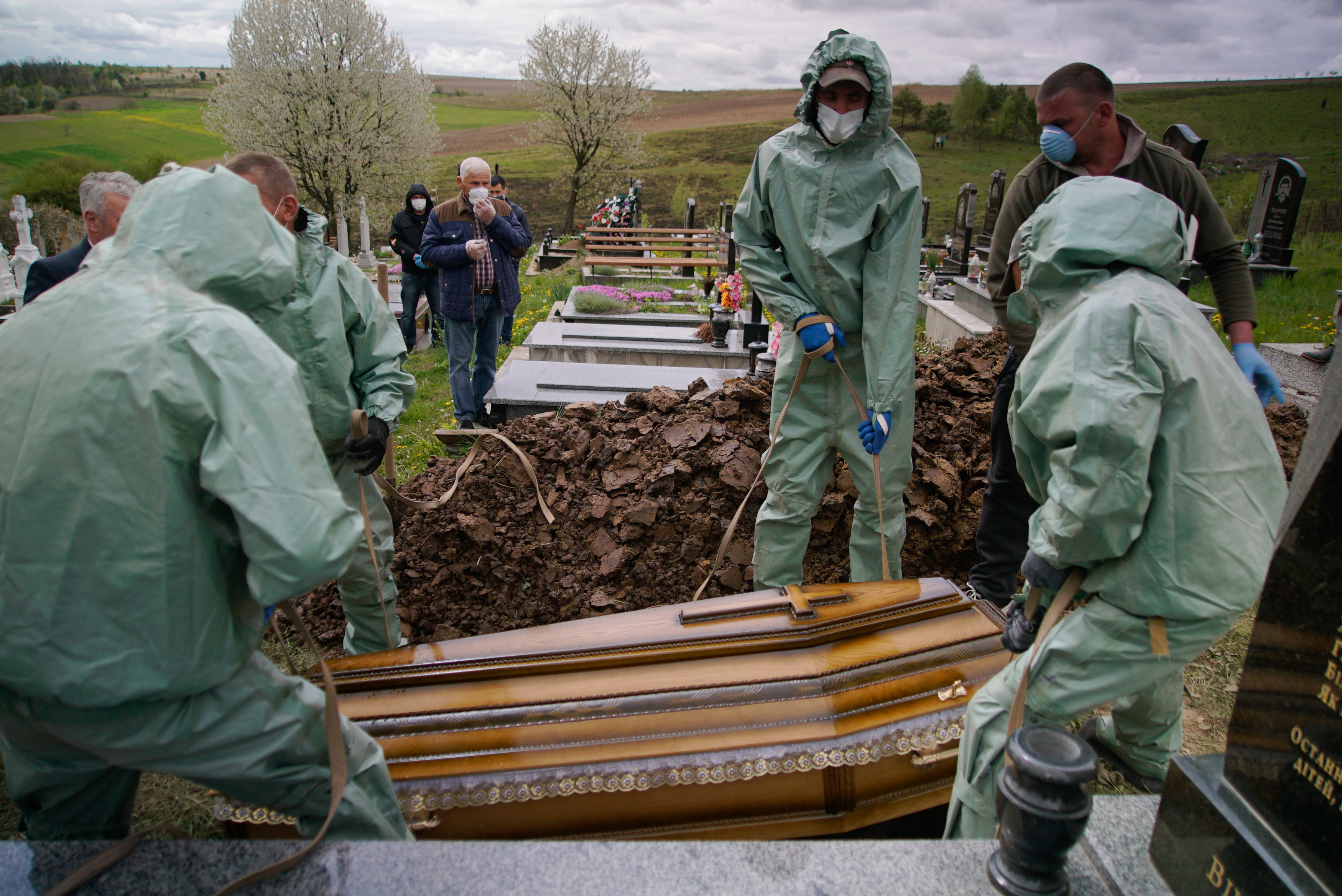
Pandemie covidu-19 na Ukrajině, duben–květen 2020
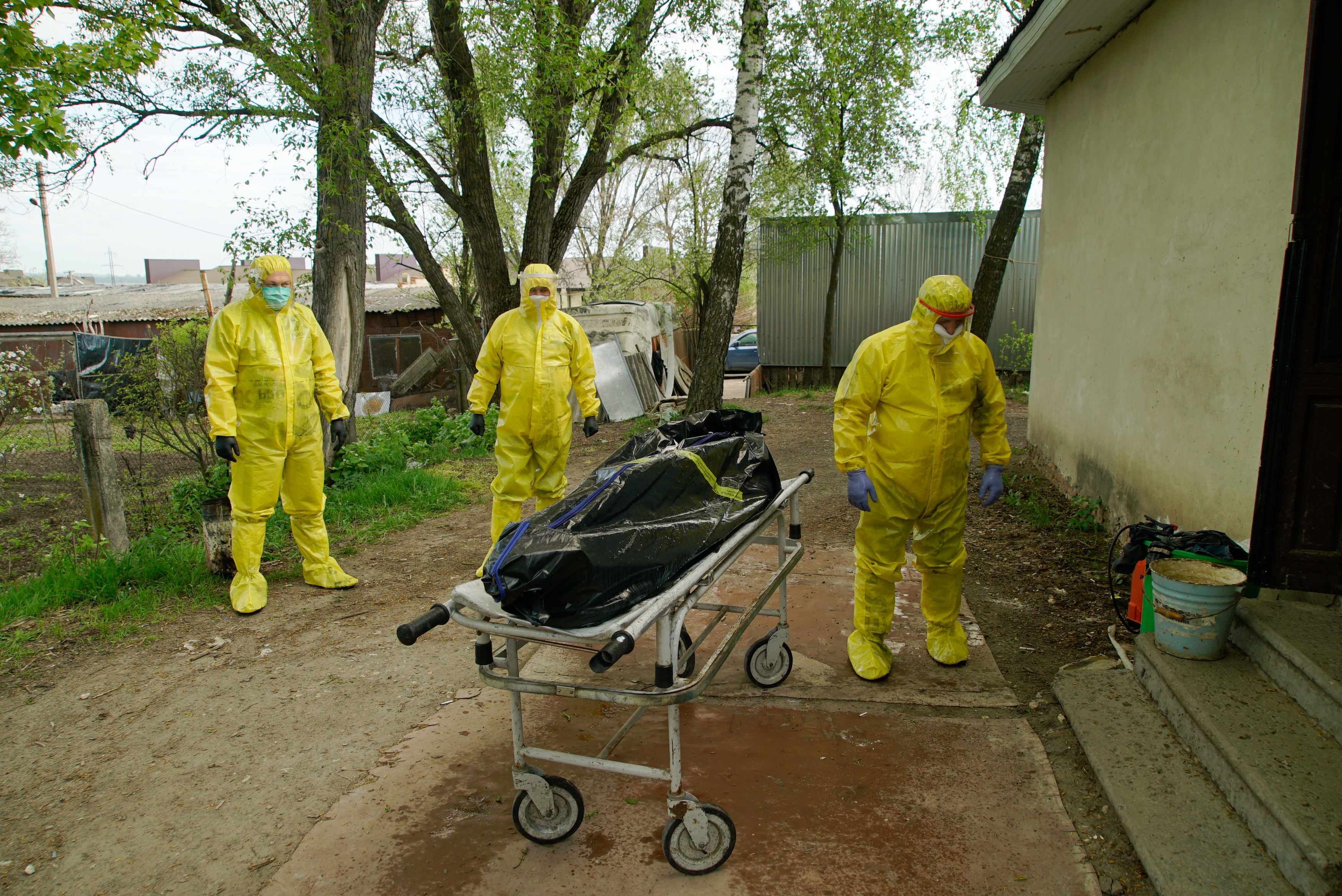
Pandemie covidu-19 na Ukrajině, duben–květen 2020

Na jaře 2020 Černov pracoval v Libyi v Sýrii a dokumentoval migrační krizi v Turecku. Od dubna do července a od září do října dokumentoval průběh pandemie covidu-19 na Ukrajině.
V srpnu 2020 pracoval Černov v Bělorusku a pokrýval prezidentské volby. Po oznámení, že vítězem voleb je Lukašenko, začaly rozsáhlé protesty. V Minsku byl Černov zatčen a zbit běloruskými policisty. Po zbití v policejní dodávce ztratil vědomí a probral se až v sanitce. Černov během protestů zaznamenal okamžik, kdy muž v zakrvácené košili spadl na zem. Později bylo zjištěno, že tímto demonstrantem byl Oleksandr Tarajkovskyj. Černovova fotografie a video se staly nezpochybnitelným důkazem toho, že Tarajkovskyj byl zastřelen z bezprostřední blízkosti příslušníky speciálních jednotek 10. srpna 2020 v Minsku, zatímco vládní média se snažila incident vykreslit jako něco, co se stalo kvůli neopatrnosti demonstranta. Poté byl Černov ze země deportován a akreditace mu nebyla prodloužena.
V letech 2020 a 2021 působil také v Náhorním Karabachu, Afghánistánu, Litvě a Arménii.
V únoru a březnu 2022, během ruské invaze na Ukrajinu, Černov a nezávislý fotograf Jevhen Maloljetka, pracující pro AP, zůstali v Mariupolu, který byl obklíčen ruskými jednotkami. Setrvávali v obležení a byli rozsáhle bombardováni, zatímco ruské ministerstvo zahraničních věcí a ministerstvo obrany tvrdilo, že Rusko se zaměřuje pouze na vojenská zařízení. Černov a Maloljetka byli v tomto období jedni z mála novinářů a podle agentury AP jediní mezinárodní novináři v Mariupolu a jejich fotografie používala západní média k pokrytí situace. Podle Černova byli 11. března v nemocnici a fotografovali, když je pak za asistence ukrajinských vojáků odváželi z města. Z Mariupolu se jim podařilo uprchnout bez zranění. Dne 23. května 2022 Černov spolu s Maloljetkou a Vasylysou Stepanenko za svou práci v Mariupolu obdrželi mezinárodní novinářskou cenu Knight International. Na konci roku 2022 byl zařazen do celostátního ukrajinského hodnocení „Lidé NV 2022 v roce války“ a 14 písní, fotografií a uměleckých objektů, které se staly symboly ukrajinského odporu podle Forbes Ukrajina.

### 20 dní v Mariupolu
Ze záběrů, které Černov pořídil v Mariupolu, natočil spolu s týmem Frontline (kanál PBS) dokument 20 dní v Mariupolu. Film byl zařazen do soutěže filmového festivalu Sundance v kategorii World Cinema Documentary Competition. Světová premiéra filmu se konala na festivalu v lednu 2023. Film získal Cenu diváků v kategorii Dokumentární světový film.
V roce 2023 získal film 20 dní v Mariupolu cenu Cinema for Peace jako nejlepší dokument roku a cenu Standing Up na Mezinárodním filmovém festivalu v Clevelandu. Ukrajinská premiéra proběhla na festivalu Docudays UA a film získal hlavní cenu. Na novozélandském festivalu dokumentárních filmů Doc Edge bylo 20 dní v Mariupolu oceněno ve dvou nominacích: za nejlepší režii (Mstyslav Černov) a za nejlepší střih (Michelle Mizner). Později film získal cenu Tima Hetheringtona na Sheffield DocFest.
Film byl uveden ve vybraných kinech v USA 14. července 2023 a ukrajinské veřejné uvedení bylo naplánováno na 31. srpna 2023.

### Černovův styl
Vnější pozorovatelé si všímají Černovova hlubokého soucitu s lidmi, který činí jeho obrazy vlivnými. Všímají si také širokého spektra jeho tvůrčí práce a jeho „výjimečného citu pro detail“. Ukrajinský fotograf a kurátor fotografické výstavy v Charkově Volodymyr Ohloblin okomentoval Černovovo dílo:
Mstyslav má mimořádně hlubokou vizi (sic) je zřejmé, že s lidmi na svých fotografiích cítí. Mstyslav má dobrou intuici, vzácný dar, jak vyjádřit na fotografiích to, co vidí.

Ředitel evropské zpravodajské sekce Associated Press, Caro Kriel, řekl: „Svým zapojením do některých kritických příběhů se Černov rychle ukázal jako vzácný, multiformátový novinář s neskutečnou schopností rozvinout příběh v těch nejtěžších podmínkách. Je přirozeným vizuálním vypravěčem příběhů a jeho charakteristická vlastnost – soucit s lidskostí, který zaplavuje téměř každý obraz – zajistila, že jeho práce měla okamžitý dopad.“
Porotce udělování cen Royal Television Society Awards poznamenal, že „[Černov] má výjimečný smysl pro detail a celou řadu záběrů napříč celým svým portfoliem, které zachycují emoce a vyjadřují strach a někdy i paniku, které byly v srdci tolika zpravodajských událostí v loňském roce.“
Sám Černov věří, že válka by neměla být idealizována či přikrášlována, ale zobrazována taková, jaká je. Černov v komentáři ke své vlastní práci poznamenal, že ho nemusí nutně bavit válečná žurnalistika, ale cítí, že je na správném místě, i když jeho práce může v určitém okamžiku přejít k jinému druhu fotografie, například k práci pro časopis National Geographic.
Fotograf věří, že někdy musíte riskovat, abyste udělali dobrou fotografii: „Musíte udělat kompromis: abyste ukázali, co se děje, musíte být v centru dění. Pokud se o sebe budete starat, nikdy nevyfotografujete to nejdůležitější“. Černov upřednostňuje práci „na lehko“ a nosí jednodušší, menší vybavení, které může mít vždy u sebe a připravené k fotografování. Pracuje s malými fotoaparáty a při reportážní fotografii samozřejmě nepoužívá stativ.

## Spisovatel
V lednu 2020 představil Černov svůj psychologický román Dreamtime (ukrajinsky: Časy snovydiň), 500stránková fikce koncipovaná a psaná po dobu 8 let. Román s narážkou na původní Dreamtime, zkoumá kolektivní zkušenosti společnosti („sny“) s válkou a konflikty a je volně založen na skutečných událostech, kterých byl Černov svědkem během války na Donbasu, migrační krizi v Evropě a dalších. Vyznačuje se čtyřmi propletenými dějovými liniemi, které se táhnou napříč obrovskou geografií od východní Ukrajiny po jižní Evropu, poté po jihovýchodní Asii, a přesto je spojuje společné téma řešení vnitřních konfliktů. Román byl uveden na trh v Kyjevě jako ústřední bod videoartové výstavy věnované roli médií při vytváření veřejných kolektivních zážitků. Román byl oceněn za svou tvůrčí literární aplikaci snů k předvedení psychiky protagonistů a za svou „vážnou a mistrovskou prózu“. Román byl zařazen mezi TOP knihy roku 2020 dobrovolníky, spisovateli a vojenskými novináři o rusko-ukrajinské válce podle „Army FM“.
Literární expertka a kritička Tetjana Trofymenko se domnívá, že The Dreamtime je na debutanta nečekaně silná a stylově zpracovaná próza. Novinář a kritik Jurij Volodarskij nazval román prvním rozsáhlým literárním textem v ukrajinské literatuře, ve kterém je válka na Donbasu zobrazena z druhé strany fronty. „Román pro debut je překvapivě jasný, ale v tolika momentech je nepříjemný, že je lepší ho ignorovat. The Dreamtime postrádá jak autorovy hodnotící soudy, tak přenos „správných“ pohledů z úst postav. Černov je především humanista, což je patrné v jeho próze neméně než na fotografiích z horkých míst.“

## Publikace

### Beletrie od Černova
- Часи сновидінь = Dreamtime (2020)
  - Čas snů. Cherry Orchard, 2022. ISBN 978-1644699881. V angličtině.

### Fotografické knihy s příspěvky od Černova
- Незалежні = Nezávislí. Vaš avtograf, 2022. 144 snímků pořízených 60 ukrajinskými fotografy během 30 let. S textem Mstyslava Černova. Editoval Mychailo Palinčak.[68]

## Ocenění

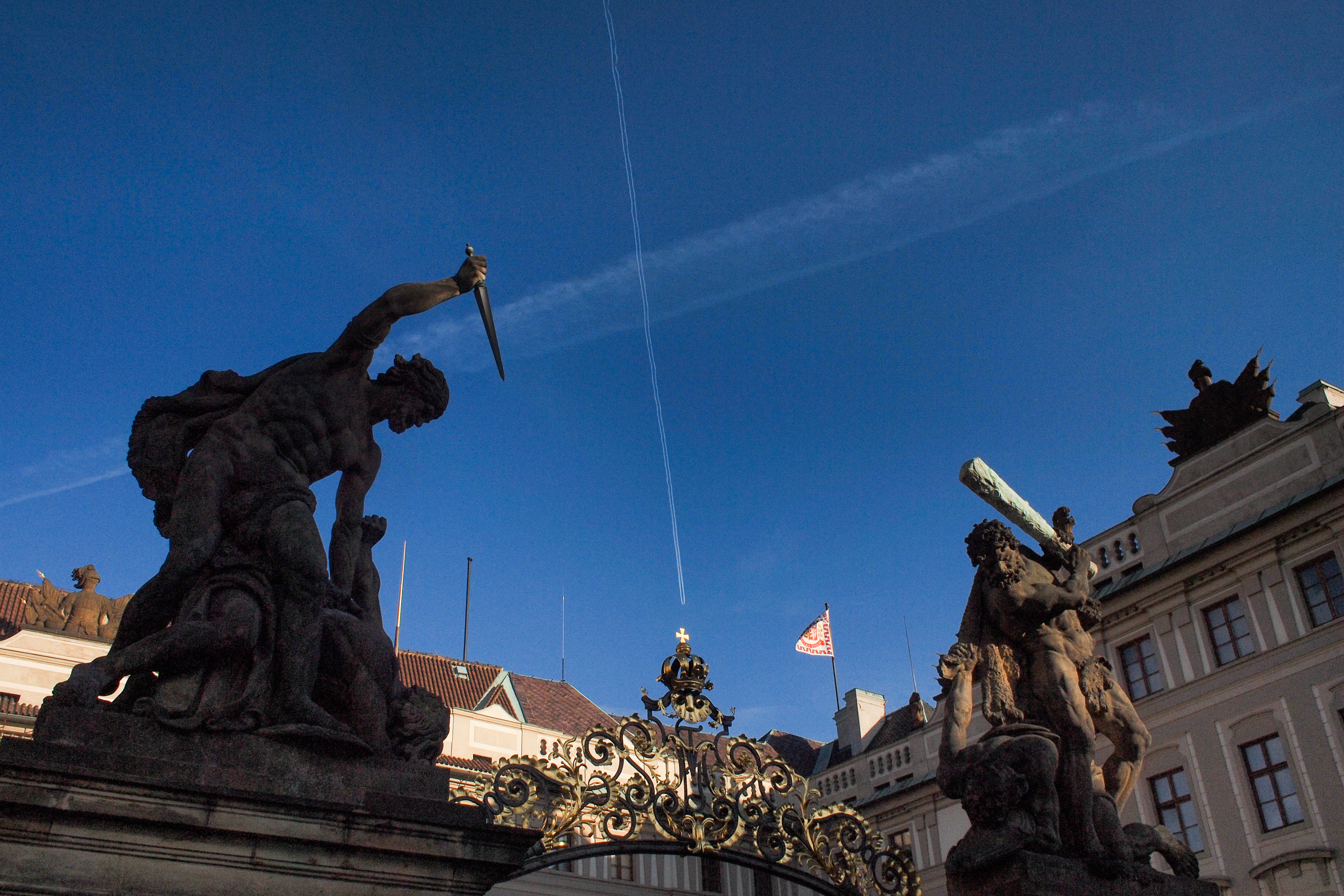
Sochy bojujících obrů na bráně Pražského hradu, Praha, 2014

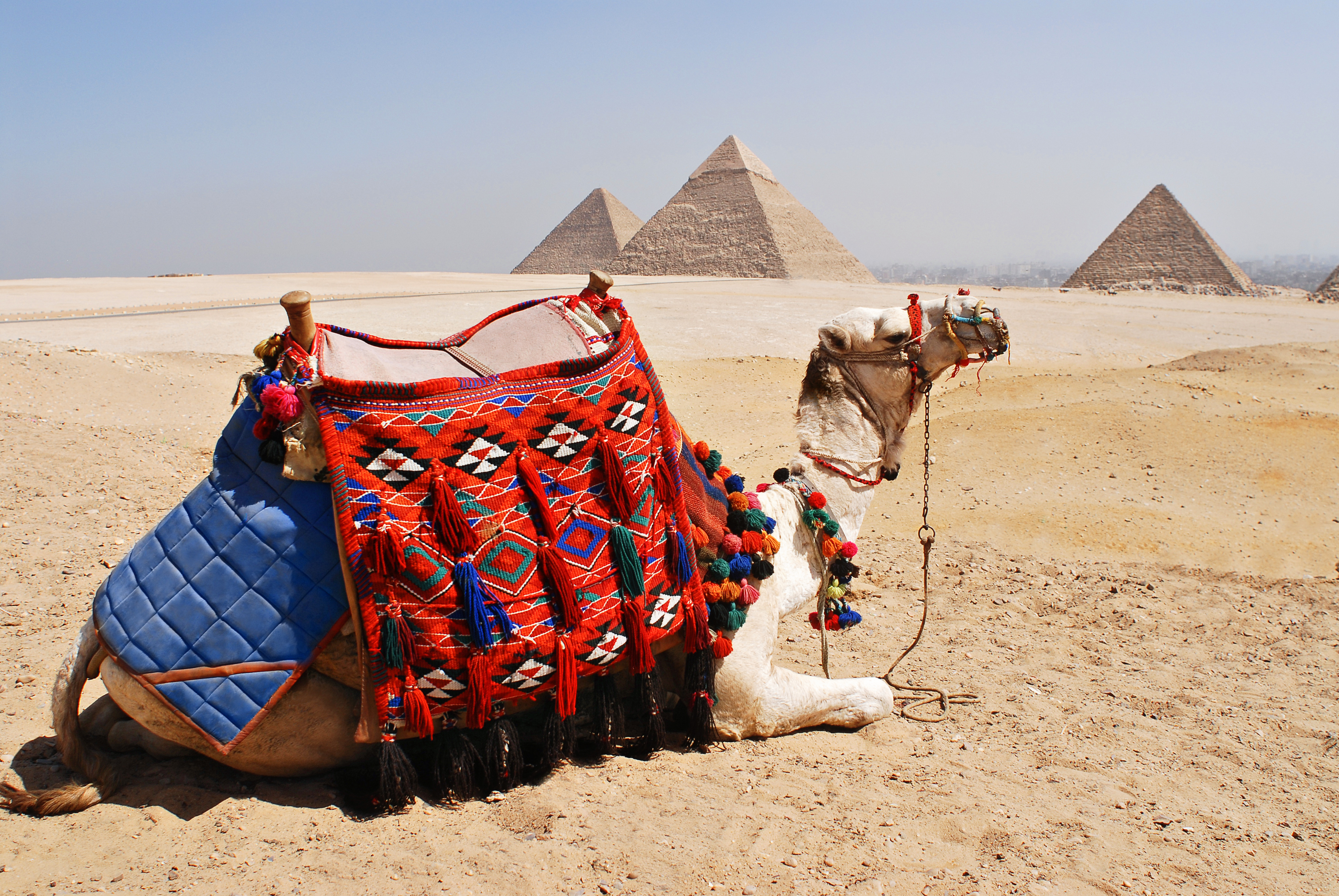
Tradičně zdobený velbloud, Gíza, Egypt, 2009

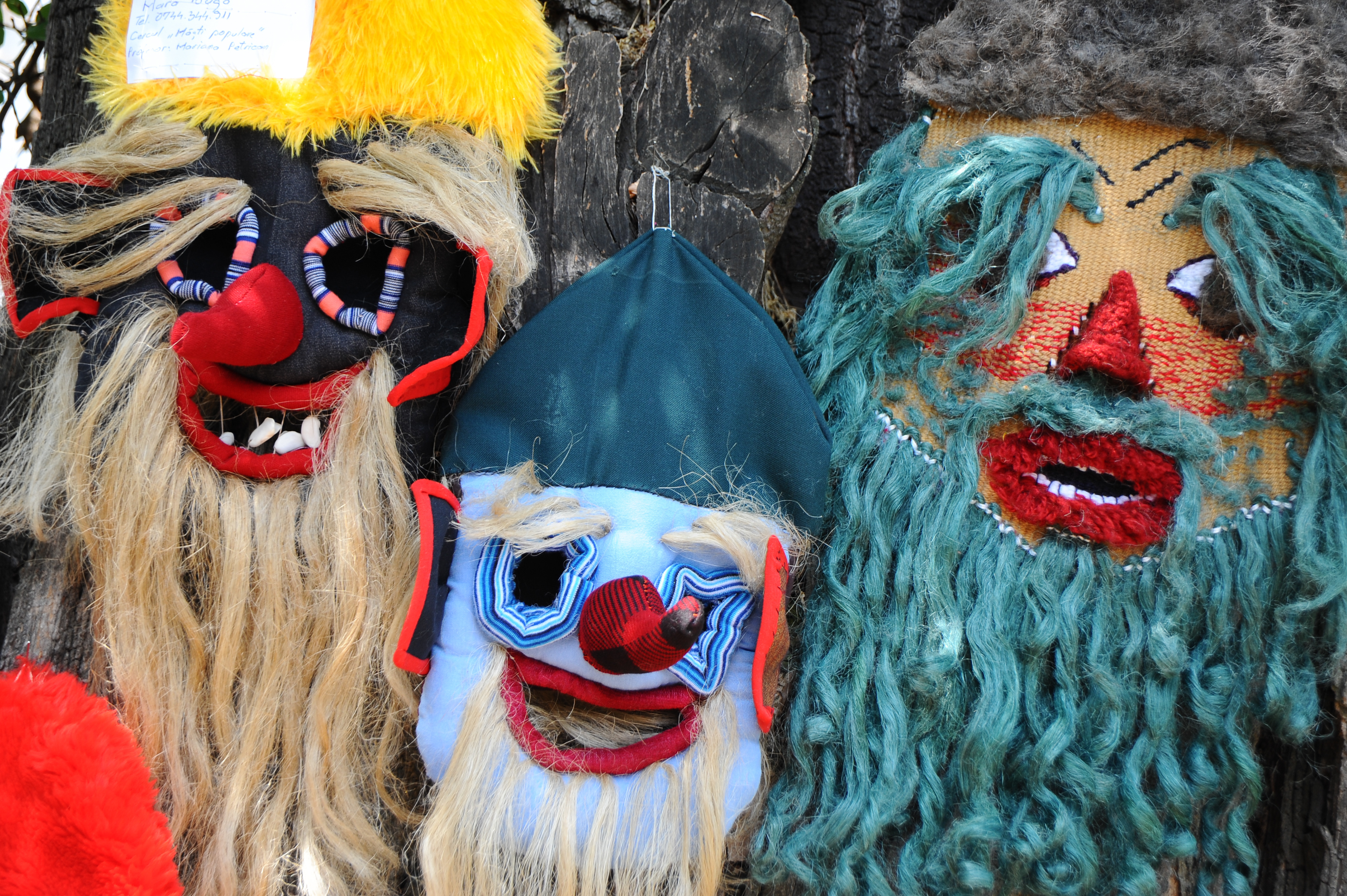
Folklórní festival, Bukurešť, Rumunsko, 2011

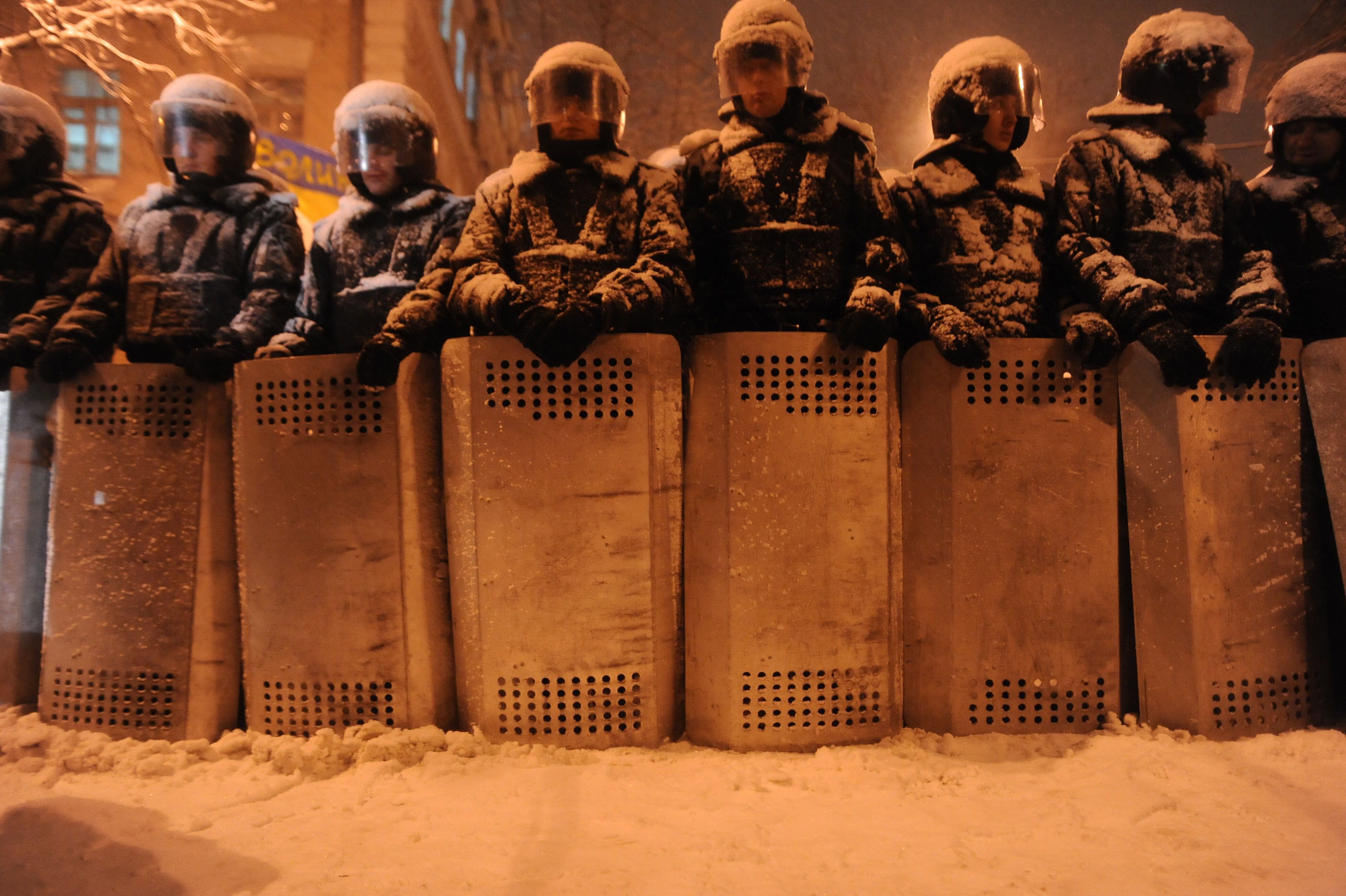
Řada příslušníků pořádkové policie pod hustým sněžením v Kyjevě, zatímco se město připravuje na předvídatelně násilný útok policie. 9. prosince 2013

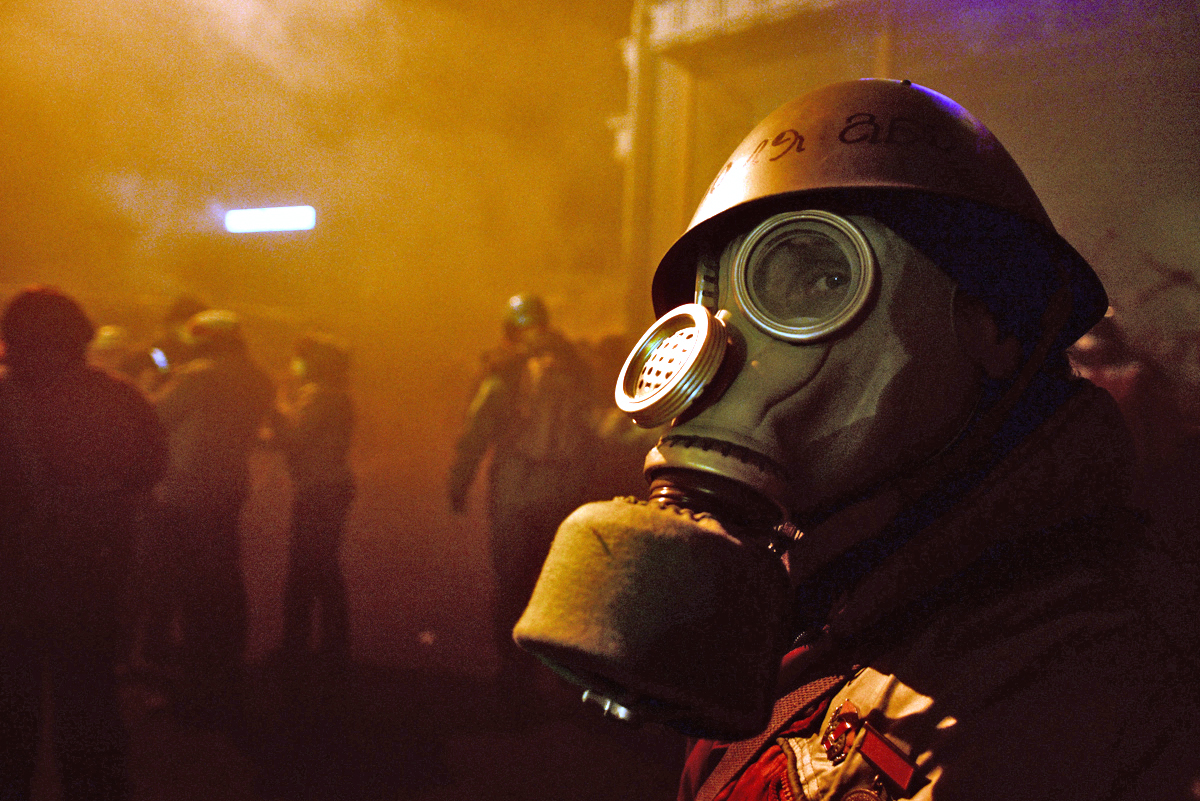
Protestující s dýchací plynovou maskou. Střety mezi demonstranty a policejními jednotkami přetrvávají, Euromajdan, leden 2014

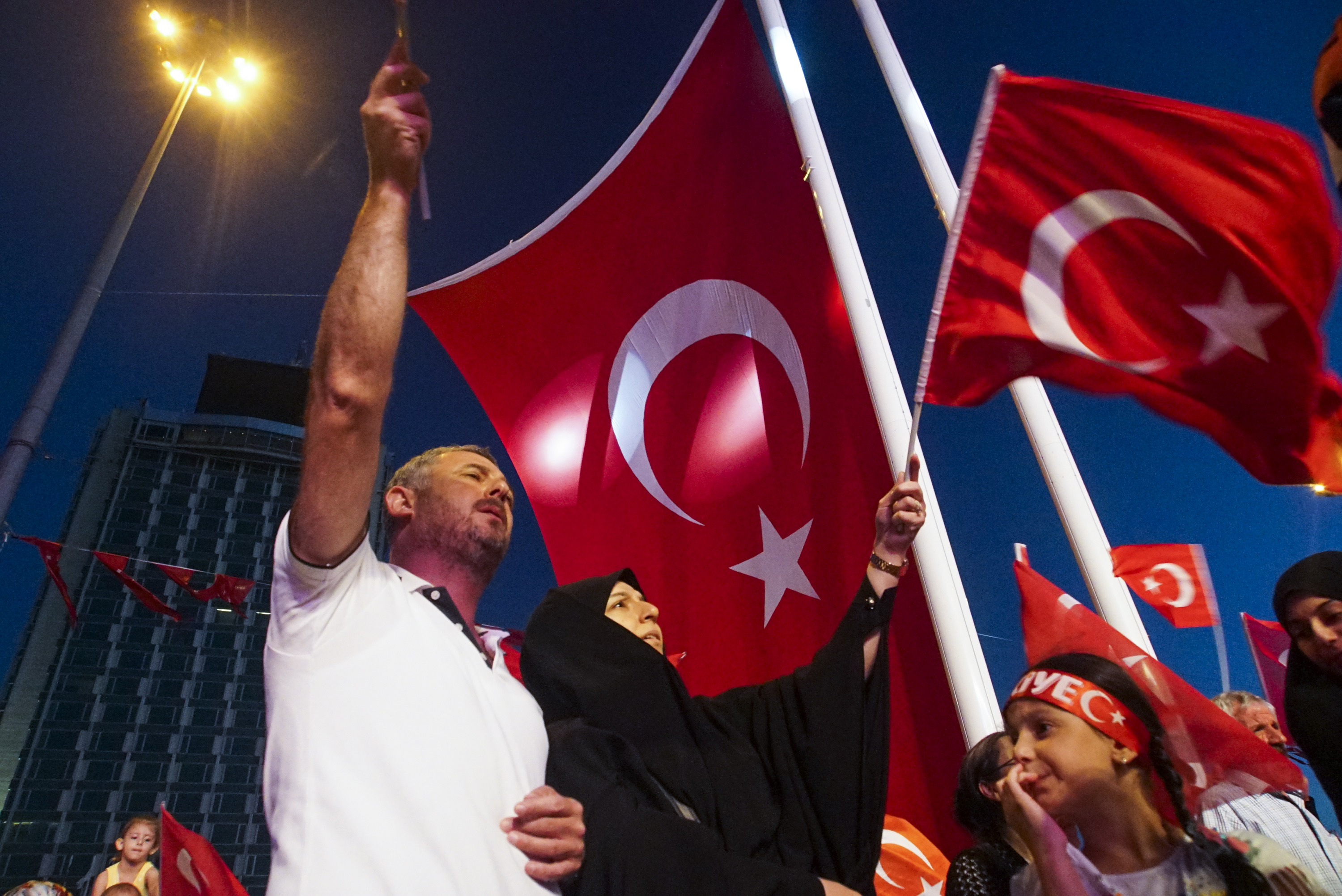
Po převratu noční demonstrace příznivců prezidenta Erdogana na náměstí Taksim. Istanbul, Turecko, 19. července 2016

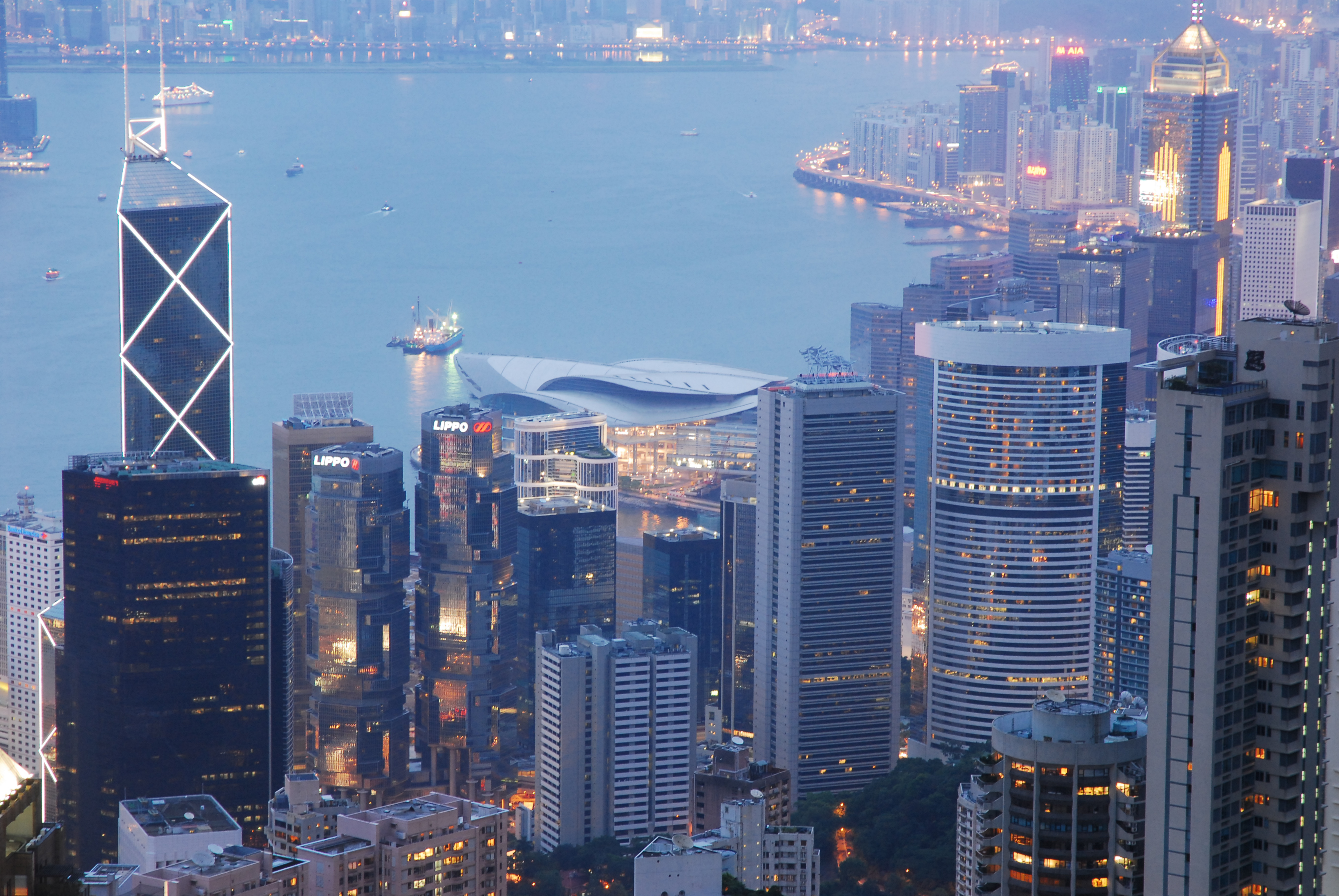
Letecký pohled na centrální čtvrť Hongkong, Čína, 2009

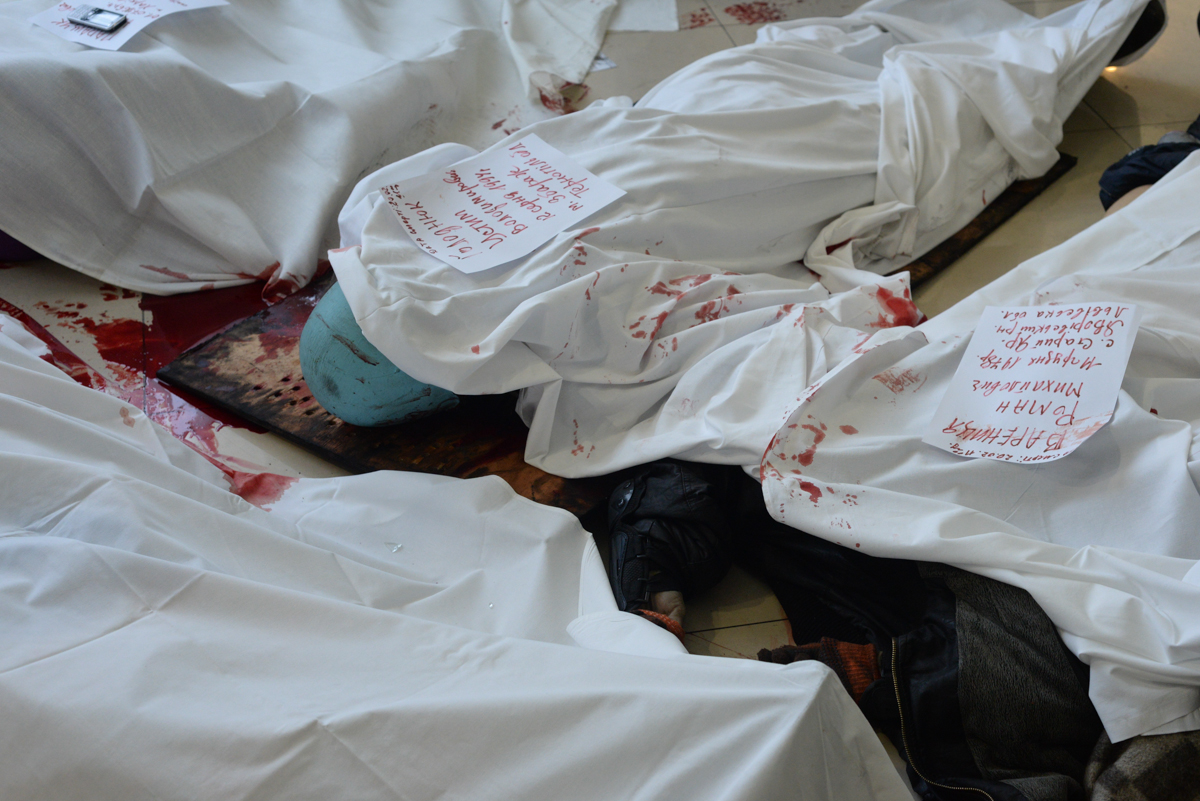
Těla demonstrantů v hotelové hale, střety v Kyjevě na Ukrajině, 20. února 2014

Ocenění jsou v pořadí: rok, ocenění, kategorie, výsledek, reference.
- 2024, Alfred I. duPont–Columbia University Award, vítěz[69]
- 2024, Directors Guild of America, Outstanding Directorial Achievement in Documentary, vítěz[70]
- 2023, Doc Edge (dokumentární filmový festival), nejlepší mezinárodní režisér, vítěz[54]
- 2023, Pulitzer Prize for Public Service (společně s Jevhenem Maloljetkou, Vasylysou Stepanenko a Lori Hinnantem), vítěz[2]
- 2023, Overseas Press Club Awards, Hal Boyle Award (nejlepší noviny, zpravodajská služba nebo digitální zpravodajství ze zahraničí), vítěz[71]
- 2023, Royal Television Society Television Journalism Awards, kameraman roku, vítěz[72]
- 2023, George Polk Awards, cena za válečnou reportáž, vítěz[73]
- 2023, Philip Meyer Journalism Award, jako člen týmu Associated Press a televizního programu PBS Frontline, vítěz[74]
- 2023, CJFE International Press Freedom Award, vítěz[75]
- 2022, Ukrajinska pravda Award, Journalist of the Year, vítěz[76]
- 2022, Reportéři bez hranic, Press Freedom Prize, Prize for Impact, vítěz[3]
- 2022, Oliver S. Gramling Awards, Journalism Awards (společně s Jevhenem Maloljetkou, Vasylysou Stepanenko), vítěz[77]
- 2022, 27. International Festival of Reportage and Media (Srbsko), fotoreportáž, vítěz[78]
- 2022, Free Media Awards, vítěz[79]
- 2022, Elijah Parish Lovejoy Award for Courage in Journalism, vítěz[80]
- 2022, Prix Bayeux Calvados-Normandie des correspondants de guerre, Video Image Trophy, vítěz[81]
- 2022, Prix Bayeux Calvados-Normandie des correspondants de guerre, Television Trophy, 2. místo[81]
- 2022, Knight International Journalism Award, vítěz[47]
- 2022, Royal Television Society Award, Coverage of international events, nominace[82]
- 2022, Royal Television Society Award, kameraman roku, nominace[82]
- 2022, Deutsche Welle Freedom of Speech Award, vítěz[83]
- 2022, Premija imeni Heorhija Gongadze, vítěz[84]
- 2022, Biagio Agnes Award, mezinárodní cena, vítěz[85]
- 2020, Royal Television Society Award, kameraman roku, nominace[86][87]
- 2019, APME: Powerful Stories, Use of video, 1. místo[88]
- 2019, Livingston Award, mezinárodní reportáž, finalista[89]
- 2018, Royal Television Society Award, kameraman roku, nominace[32]
- 2017, Royal Television Society Award, kameraman roku, nominace[33]
- 2017, Rory Peck Award, finalista[30][31]
- 2016, Royal Television Society Award, kameraman roku, vítěz[39]
- 2015, Ukrajinský fotograf roku (2014), reportáž, 1. místo[26]
- 2015, Royal Television Society Award, mladý talent roku, vítěz[90]
- 2014, Ukrajinský fotograf roku (2013), reportáž, 1. místo[11][91]
- 2014, Humanity Photo Award (HPA) (2013), finalista[20]
- 2013, Pentax Awards, Ukrajina, vítěz[12]
- 2013, PRESSzvanie Awards, Ukrajina, portrét, vítěz[13][92][93]
- 2013, International FIPP FREMANTLE Portrait Photography Contest, Austrálie, portrét, finalista[20]
- 2013, Ukrajinský fotograf roku (2012), dokumentární fotografie, 2. místo[94]
- 2013, Panasonic Photo Contest, Ukrajina, vítěz[20]
- 2009, Almost disappearing Kharkiv, Charkov, Ukrajina, 1. místo[8]
- 2008, Kharkiv through the eyes of its inhabitants, Charkov, Ukrajina, 1. místo[7]

## Výstavy
Informace jsou zapsány v pořadí: rok, název, místo, reference.
- 2022, Ukraine: The Path to Freedom, Groningen (Nizozemsko)[95]
- 2022, Mariupol: Photographs & Video by Evgeniy Maloletka and Mstyslav Chernov, New York (USA)[96]
- 2022, Ukraine, testify so you will not forget, Saguenay (Kanada)[97]
- 2022, Obležení Mariupolu, poslední novináři v okupovaném městě, Praha[98]
- 2022, Spalah. Today's Ukrainian photography, Kyjev (Ukrajina)[99]
- 2022, Mariupol, Ukrajina, Perpignan (Francie)[100]
- 2022, Escape from Mariupol, Řím (Itálie)[101]
- 2022, Oblyččja vijny, Kolín nad Rýnem (Německo)[102]
- 2022, Dim vojennych zločyniv Rosiji (Russian War Crimes), Davos, Kyjev, Brusel, New York City, Londýn[103][104][105][106][107]
- 2022, Tragedy of the 21st century in the centre of Europe, Nikósie, Sotira, Larnaka (Kypr)[108]
- 2022, Ukraine Now: Darkness vs Light. Children Dream about Peace, Nové Dillí (Indie)[109]
- 2022, #StandWithUkraine. The Russian war of aggression against Ukraine: Lives taken, destroyed cities, lost fortunes, Strasbourg (Francie)[110][111]
- 2022, Ukrajinska Hernika, Tbilisi (Gruzie)[112]
- 2022, Eto prykaz, SORRI, Mohuč (Německo)[113]
- 2022, The Captured House, Berlín (Německo), Řím (Itálie), Amsterdam (Nizozemsko)[114]
- 2022, Cina svobody, Helsinki (Finsko)[115]
- 2022, Mariupol, Sarajevo (Bosna a Hercegovina)[116]
- 2020, Spljačyj budynok, Kyjev (Ukrajina)[117]
- 2020, Production of Dreams, or What the Modern Media Machine Offers, Kyjev (společně s Yhorem Čekačkovem)[118][119]
- 2019, The Ukrainian Revolution, Chmelnyckyj (Ukrajina)[120]
- 2017, Ukraine on Fire, Düsseldorf (Německo)[121]
- 2015, Maidan – Valor, Will and Pain, Charkov (Ukrajina)[122]
- 2015, I'm a Volunteer at Heart, Sumy (Ukrajina)[123]
- 2014, Red, International Red Cross, Kyjev[20]
- 2013, Euromaidan: freedom territory, Riga (Lotyšsko)[20]
- 2013, Cambodia: season of rain, Charkov (Ukrajina)[5][14][15]
- 2008, Musica per Somnia, Kyjev[6][7]